# メタンガス放散
人為的メタン排出量内訳 (2021 年の見積もり)
メタンガス放散（メタンガスほうさん、Methane emissions）は、メタンの地球大気中への人為的または自然な原因による放出・拡散をいう。
この項では「メタン」はCH4の化学組成を持つ常温常圧で気体状の物質としての意味、「メタンガス」はメタンの気体状態にあるもの（例えば天然ガス）または大気中に存在するメタン（すなわち温室効果ガス）の意味で用いる用語とする。
大気中のメタン濃度は増加し続け2024年には1930 ppbを超え、これは産業革命前のレベルの2.5倍以上である。メタンは二酸化炭素に次ぐ地球大気中の温室効果ガスであり、2000年代以降に進行中の地球温暖化の約3分の1の原因とされている。
2019年に世界中で放出されたメタンの約60% (3億6,000万トン) は人為的原因であり、自然原因発生によるものの1.5倍（約40%、2億3,000万トン) もの量である。
2021年の見積もりでは、人為的原因のメタン排出量で：
- 最大の原因は化石燃料の採掘および輸送時のガス漏洩によるもので(35%)、そのほとんどは化石燃料インフラ（稼働中・非稼動両方）からである[9]。
- 第二の原因は畜産である (32%) [10]。主に牛や羊などの反芻動物家畜の腸内発酵に由来するもので、 反芻動物一頭は一日あたり250～500リットルのメタンガスを生成しうる[11]。牛は一頭あたり年間最大99キログラムのメタンを生成する[12]。
- 第三の原因は人間の廃棄物、特に埋立や下水処理由来のものである(20%) 。
- 第四の原因は食料とバイオマス生産の両方を含む植物農業であり、そのうち単独で最大の寄与をしているのは米作である (8％)[2][13][14][15][16][17]。

天然由来のメタン排出量で、湿地からのものは約4分の3(75%)を占め 、残りは地表近くの堆積物からの浸出、火山からの噴出、山火事、および自然環境棲息のシロアリからの排出などである。反芻動物の野生個体群からの寄与もあるとする主張がある。これらはいずれも従来から存在する、人類による制御の及ばない発生源である。

これに加えて古来から地球上に存在する天然メタンの巨大な貯蔵庫が永久凍土である。永久凍土はその大部分が北極圏にあり、膨大な量の炭素を、凍ったバイオマスやそれらからメタン生成菌により作られたメタンとして蓄えている。2020年の推定ではその炭素埋蔵量は、地球の大気中の炭素存在量の2.5倍にも上るとされている。地球温暖化による北極圏永久凍土の解凍は、その意味で天然由来メタンであっても人為的発生源であり、地下に埋没していた大量のメタンを放出し、大気中メタン濃度を一気に増加させる。これにより地球温暖化が暴走、2024年の一連の研究によると、いったんパリ協定目標1.5℃を越えたら実質上不可逆的に進行し、あらゆる自然環境が永久に失われ、あらゆる自然環境や生物が永久に失われ（例えば）、たとえその後に気温を下げることができたとしても、地球はもはや元の状態には戻らない。このことから、永久凍土の解凍は地球温暖化の「時限爆弾」と言われている。

## メタンガスの実質的な温暖化影響力は二酸化炭素の84倍以上であり、汎用される温暖化係数28よりはるかに大きい

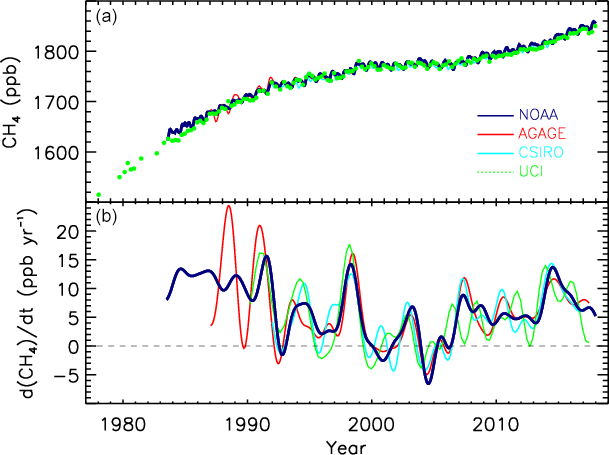
世界平均の大気中メタン濃度とその年間増加率。 2022年4月NOAAは、2021年の世界の大気中のメタンの年間増加量が17ppb（同年の平均1,895.7ppb）であると報告した。これは1983年に体系的な測定が開始されて以来最大の年間増加量である

ある特定の物質についての地球温暖化係数 (GWP) は、二酸化炭素による温暖化効果を１として比較した場合その物質による温暖化はいくつになるかを、特定の期間長さにおいて表す数字である。一般的に用いられているメタンの地球温暖化係数は27-30とされているが、これはメタンが大気中自然環境下では徐々に分解されることによる減衰を考慮に入れた100年スケールの値である（ GWP100 ）。メタンは太陽光の存在下大気中で酸素による酸化分解を受けて最終的には二酸化炭素に変換するが、その半減期は約12年もの長さである。二酸化炭素はそれ以上分解されないため二酸化炭素による温暖化ははるかに長期化するが、分解前のメタンそのものの温暖化効果は二酸化炭素のそれよりもはるかに大きいので、数年間のスケールでは27-30よりはるかに大きく、20年スケール（ GWP20 ）でも84-87と見積もられている。このように、2020年代著しい速度で進行中の地球温暖化にそのまま影響する数年スケールでのメタンガスの影響力は、汎用される100年スケールの温暖化係数見積もりよりはるかに大きいことに留意する必要がある。

## メタン発生源概要

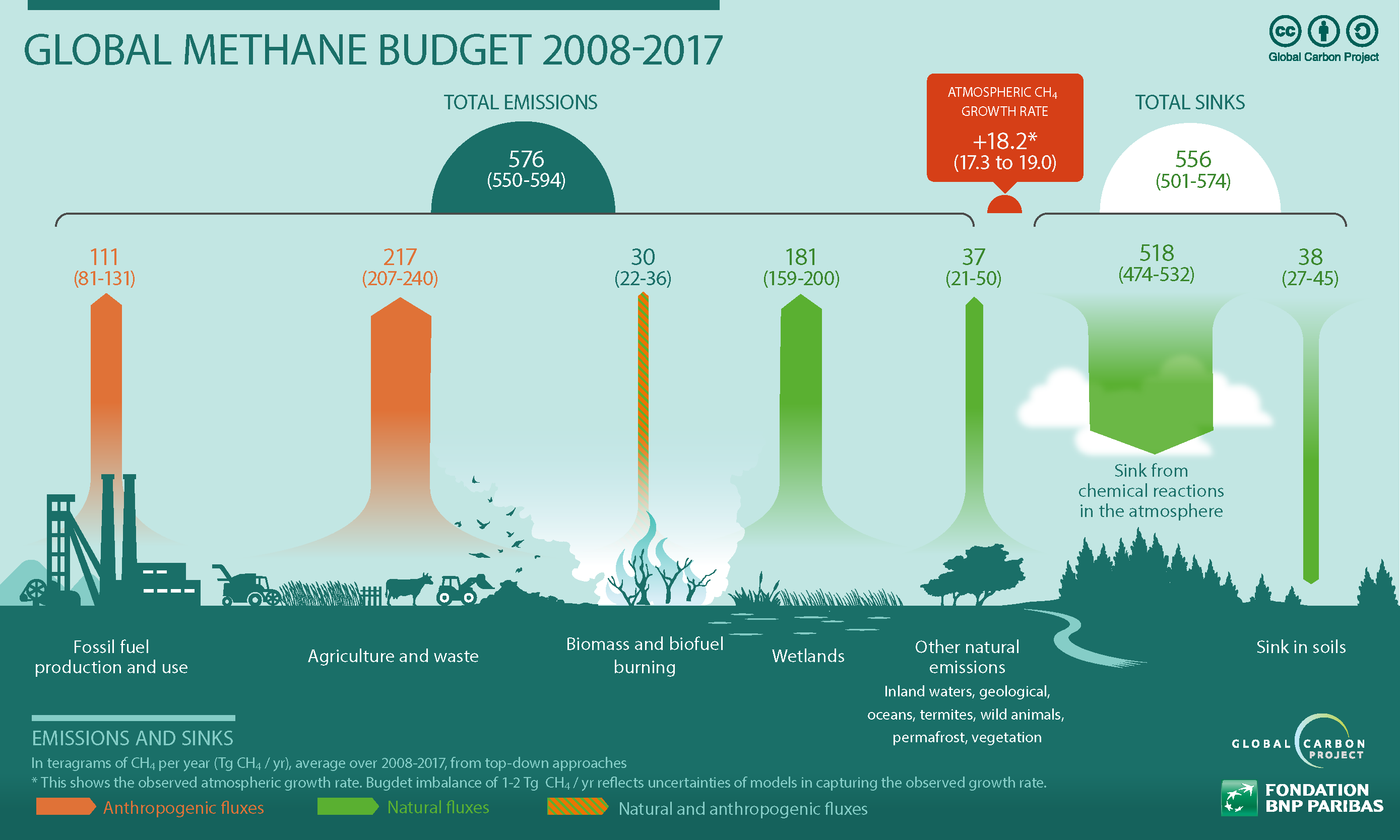
Global Carbon Project によって推定された、2008年から2017年の10年間の主なメタン発生源

特定条件下では炭素年代測定と同様の分析方法で炭素同位体の比率から、ある特定のメタンサンプルについてその生成源が人為由来か天然由来かを推定できる。　

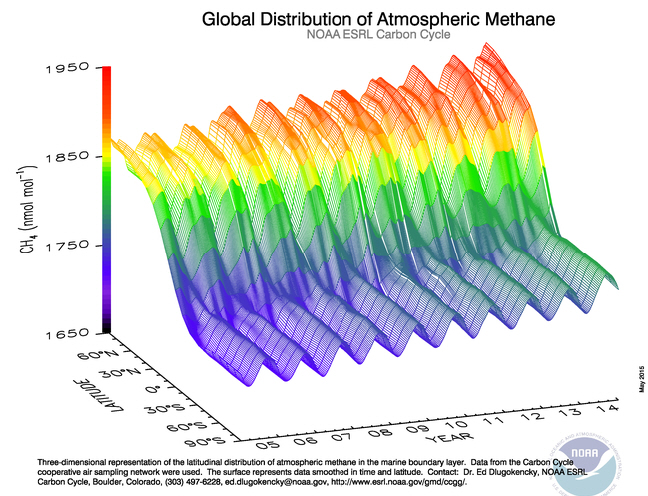
季節・年次変動及びその北半球と南半球の違いを示すメタン観測値。グラフの上下はメタンの量（赤いほど多い）、左右は年度（左2005年から右2014年）、手前/奥は地球上の南北（手前側が南半球、奥側が北半球）を示す。

ほとんどのメタン発生源は人為的なものも含め陸上にあり、陸地は北半球の方が広いため、メタン大気中濃度は北半球でより高くなる。

### 人為由来

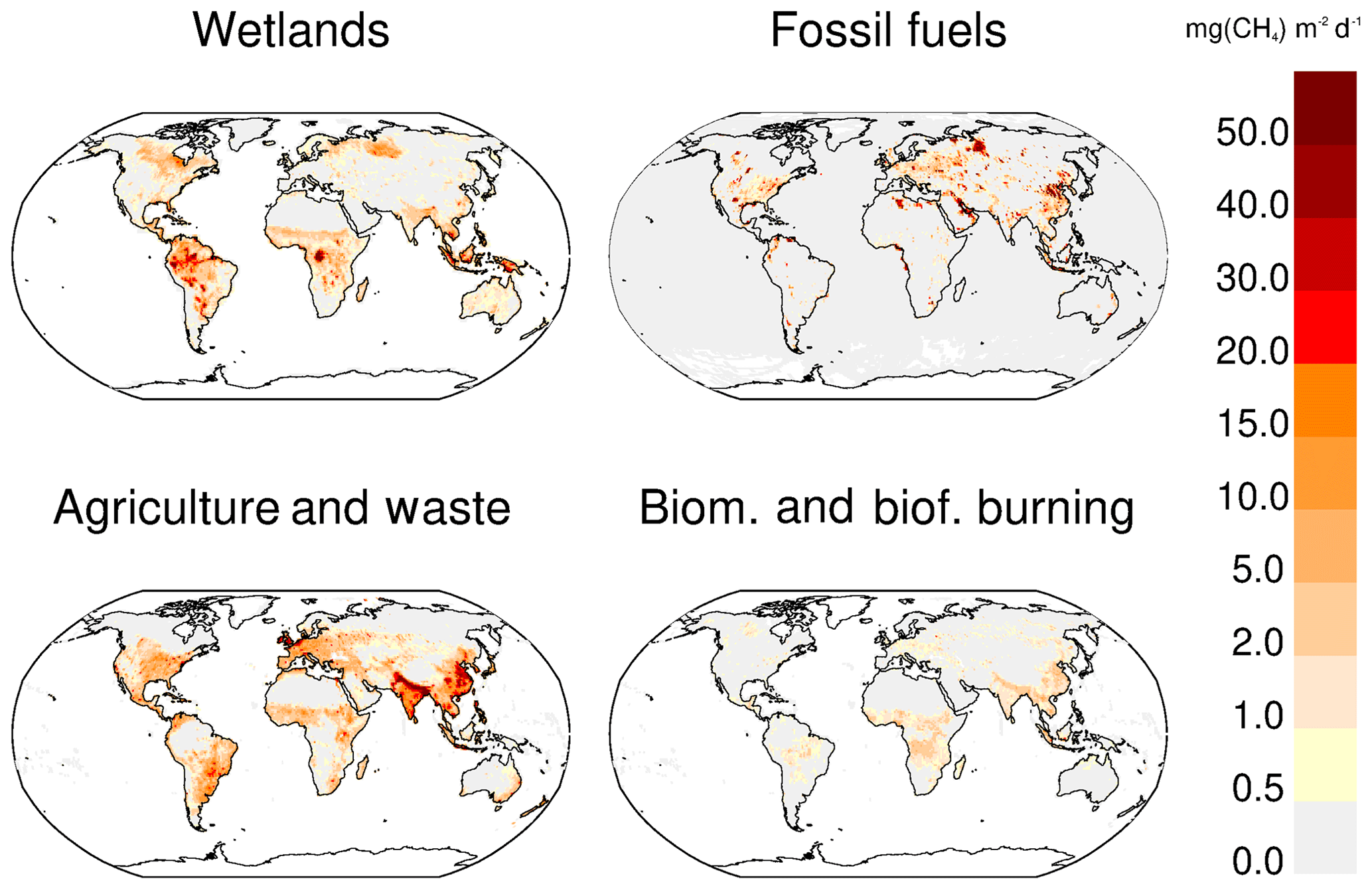
4つの発生源カテゴリー（人為・天然）からのメタン排出量を示すマップ

化石燃料産業由来のメタン排出量が、2020年以前まで考えられていたよりもはるかに多いことを示す研究とデータが蓄積されている。
| カテゴリー | 主な排出源            | IEA 年間排出量 2023 (百万トン) |
| --- | --------------------- | ------------------------------ |
| 化石燃料 | ガス流通              | 29                             |
| 化石燃料 | 油田                  | 49*                            |
| 化石燃料 | 炭鉱                  | 40                             |
| バイオ燃料 | 嫌気性消化            | 10                             |
| 農産業 | 家畜                  | 142                            |
| 農産業 | 水田                  | 142                            |
| 農産業 | 糞尿肥料管理          | 142                            |
| バイオマス | バイオマス焼却        | 10                             |
| 一般消費者廃棄物 | 固形廃棄物 埋立地ガス | 71                             |
| 一般消費者廃棄物 | 下水                  | 71                             |
| 全人為的排出量 | 全人為的排出量        | 351                            |
| * 毎年1億トン (1,400 億立方メートル) のフレアガスが油田で燃焼されているが、それはこの内訳には入っていないことに留意する必要がある 追加の参考文献: 。 |                       |                                |

### 天然由来

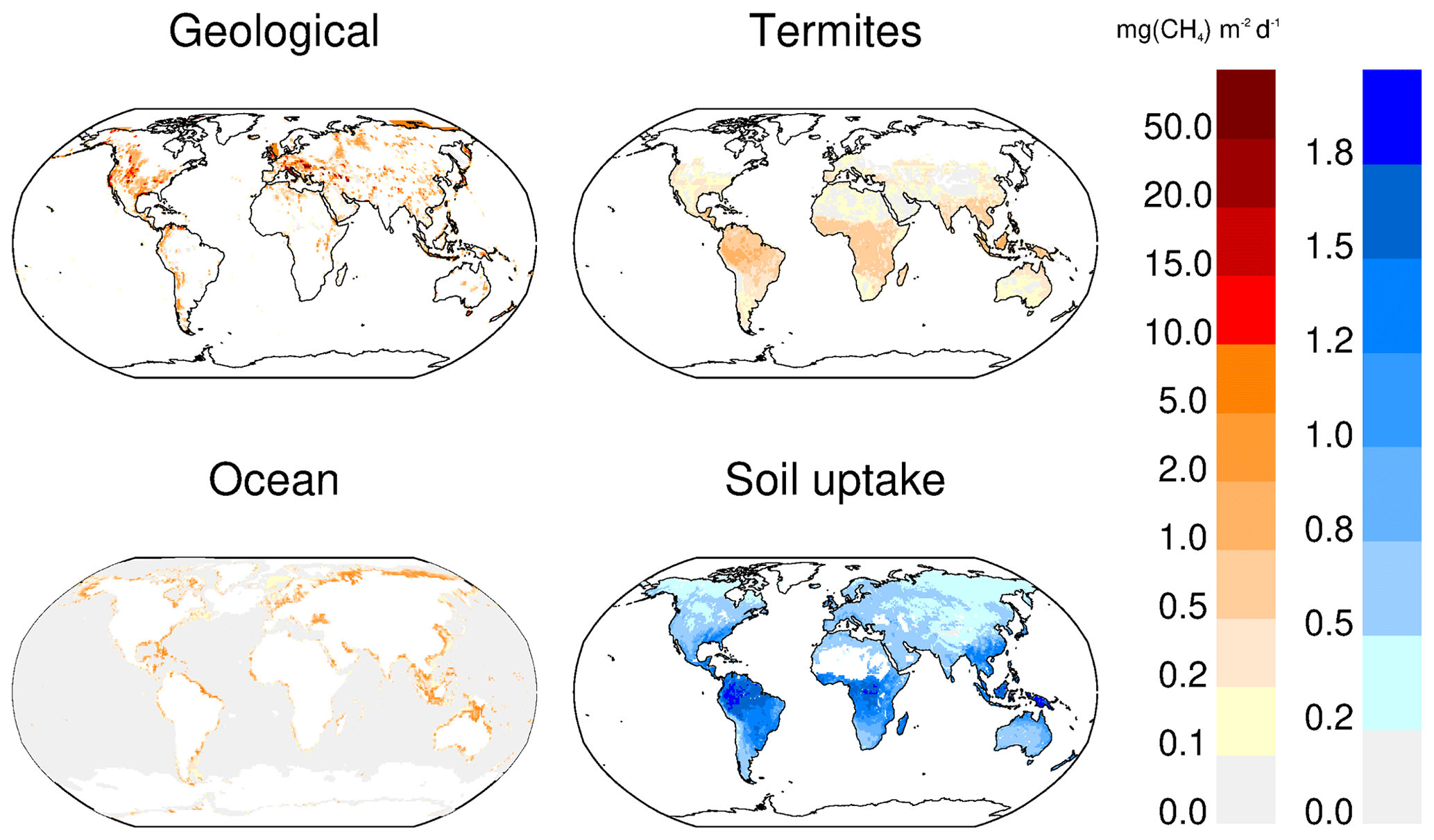
3つの自然源と1つの吸収源からのメタン排出量のマップ。

天然メタンサイクルは地球化学的現象である。
| カテゴリー      | 主な排出源                    | IEA 年間排出量 2023 (百万トン) |
| --------------- | ----------------------------- | ------------------------------ |
| 湿地            | 湿地由来メタン                | 194                            |
| その他          | 埋蔵メタンの地上浸透 火山ガス | 39                             |
| その他          | 北極圏メタンガス放散          | 39                             |
| その他          | メタンクラスレート            | 39                             |
| その他          | 山火事                        | 39                             |
| その他          | シロアリ                      | 39                             |
| 全天然排出量    | 全天然排出量                  | 233                            |
| 追加の参考文献: |                               |                                |

#### メタン生成
微生物由来のメタンは、メタン生成経路と呼ばれる生化学プロセスで活発に合成される。そのほとんどは暖かく湿った土壌や特定の動物の消化管でメタンを生成するメタン生成菌による。メタン生成菌はメタンを生成する微生物で、メタン生成経路は還元性・嫌気性生化学プロセスであり、酸素存在下ではたとえ低濃度でも不活性化する。このプロセスでは酢酸が分解され、ともに温室効果ガスであるメタンと二酸化炭素が合成される。化学式で表すと：CH3CO2H → CH4 + CO2　もう一つのメタン生成生化学プロセスでは水素と二酸化炭素からメタンと水が合成される：4H2 + CO2 → CH4 + 2H2O
嫌気性でなく好気性の生合成経路も提唱されている。例えば酸素の存在下で紫外線に曝露された葉の表面ワックスは、メタンの好気性源であることが見いだされている。

#### メタンサイクル
天然メタンの大気中への放散は、温度と湿度に影響されるので、季節とそれに伴う自然環境の変化はその制御要因である。その影響はメタンの生成と分解の両方に及ぶ。たとえば熱帯では主にヒドロキシルラジカルによるメタン酸化分解により、4-5月にかけて最低値になる。
メタンを生成する植物は、太陽光による光化学的活動が活発になる日中に夜間よりも 2～4倍多くのメタンを放出する可能性がある。また春と夏の季節的な洪水によっても大気中に放散されるメタンの量が増加する。

#### 湿地
湿地から放散されるの温室効果ガスは、主にメタンと亜酸化窒素である。湿地は自然環境中最大のメタン発生源であり 、大気中メタンの20-30%（年間平均161Tg ）を放散する。
湿地の高い水飽和環境は、嫌気性条件でのメタン生合成に好都合である。メタン生成は、酸素の利用可能性、土壌温度、土壌の組成によって変動するが、一般的には有機物が豊富で温暖かつ嫌気的土壌環境でより効率的になる。植物の植生はそれを伝わって地中で生成したメタンガスが土壌から地上へ移動するのを助ける。
地球上の湿地面積は、農業地域や建築地域のための排水により減少しているものの、単位面積当たりのメタン生成量は温暖化に伴い上昇している。2023年のNature Climate Changeに発表された論文では、2000-2021年にかけて湿地のメタン排出量は著しく増加、中でもこの研究がなされた直前2020-2021年に激増したことを報告している。地球の平均気温は2023年以降さらに急激に上昇しており、湿地でのメタン生合成は温暖な環境でさらに活発になるので、2023年以降の湿地メタン排出量は特に極地の温暖化によりさらに激増することが憂慮されている。

#### 熱帯
衛星データを用いた2022年の研究によると、2010年から2019年にかけて増加したメタン排出量の80%以上は、熱帯からの排出によるというが、熱帯で何が原因となっているのかについては触れられていない。

## 化石燃料由来メタンガス
IPCC第6次評価報告書は、「産業革命以前からの大気中の二酸化炭素、メタン、亜酸化窒素の増加が、圧倒的に人間活動によって引き起こされていることは明白である」と述べた。

### 石油・石炭・天然ガスの採掘と漏洩
メタンの排出は、掘削から生産・採集・加工・輸送・流通に至るまで、天然ガス産業のあらゆる分野で生ずる。石油産業でも一部の油田には天然ガスが含まれておりこれが高い貯留圧力で原油に混入していて、そこから随伴ガスとしてメタンガスが排出される。
2005 年のウッパータール気候・環境・エネルギー研究所の報告では、メタン排出源として天然ガスを輸送するパイプラインからの漏洩を特定し、その例としてロシアに存在するメタン濃度97％のヤンブルグとウレンゴイのガス田から西ヨーロッパと中央ヨーロッパに至るシベリア横断天然ガスパイプラインシステムを挙げた。2001年には生産された天然ガスの1%もの量がパイプラインと天然ガス輸送システムから漏洩していた。
ロバート W. ハワースは「あらゆる時間スケールで考慮した場合、シェールガス（頁岩層から採取される天然ガス）は従来の（メタン）ガスよりも温室効果排出量が大きいという強力な証拠があり、十年単位の時間スケールで考えると石油や石炭のそれを上回る。」と主張し、シェールガス開発（に伴うメタン排出）を規制する政策変更を求めた。
2013年の研究では、農業および化石燃料の採掘・加工からの温室効果ガス排出量は、既存の研究での見積もりの2倍以上である可能性が高く、米国の温室効果ガス削減政策は、それら人為起源のメタン排出量の大幅な過小評価に基づいているとした。
2014年NASAは、2002年から2012年にかけて欧州宇宙機関の大気海図装置用走査型画像吸収分光計から得られたデータに基づき、米国南西部のフォーコーナーズ地域上空に浮かぶ 2,500 平方マイル (6,500 平方キロメートル) の「メタン雲」を発見し、その発生源は天然ガス・石炭・炭層メタンの採掘と処理に由来する可能性が高いと結論付けている。それによればその地域はその間毎年59万トンのメタンを流出した。これは欧州連合の地球大気研究用排出量データベースで広く使用されている推定値のほぼ3.5倍である。 
2019年、国際エネルギー機関（IEA）は、世界の炭鉱からのメタン漏洩は、海運業界と航空業界を合わせた二酸化炭素排出と同じ速度で地球を温暖化させていると推定した。
米国EPA の「米国温室効果ガス排出量と吸収源目録: 1990～2015年」報告書では、2015年の米国のメタン漏洩量は天然ガスシステムから 6.5Tg 、石油システムから1.6Tg、合計8.1Tgと見積もられた。しかし2018年の新たな見積もりでは、EPAによるメタン排出量見積もりは大幅に過小評価されている可能性が高いことが明らかにされ、8.1Tgでなく13Tgであった。この不一致の最も可能性の高い原因は、大量のメタンが放出されうる「異常運転条件」をEPAが不十分にしかサンプリングしなかったためであるとしている。  
| サプライチェーンセグメント | 米国の温室効果ガスの EPA 記録 排出と吸収: 1990 ～ 2015 年のレポート | Alvarez et al. 2018の報告 |
| -------------------------- | ------------------------------------------------------------------- | ------------------------- |
| 石油と天然ガスの生産       | 3.5                                                                 | 7.6                       |
| 天然ガスの採集             | 2.3                                                                 | 2.6                       |
| 天然ガスの輸送と貯蔵       | 1.4                                                                 | 1.8                       |
| 天然ガスの処理             | 0.44                                                                | 0.72                      |
| 天然ガスの地域配送         | 0.44                                                                | 0.44                      |
| 石油精製と輸送             | 0.034                                                               | 0.034                     |
| 合計 (95% 信頼区間)        | 8.1 (6.7–10.2)                                                      | 13 (11.3–15.1)            |

国際エネルギー機関 (IEA) によると、化石燃料産業からのメタン排出量の約40%は、既存の技術を使用することで企業にとってコスト負担なく削減できる見込みがあり、これは人為的メタン排出量全体の9%に相当する。
EPAは、天然ガス産業からの排出量を削減するためにガスSTARとして知られる天然ガスSTARプログラムを、炭鉱から大気中に放出されるメタンの使用や販売を支援・奨励するために炭層メタンアウトリーチプログラム (CMOP) を実施している。

### 天然ガスエンジンの不完全燃焼（メタンスリップ）
火力発電、コジェネレーション、液化天然ガス船などの大型内燃機関で天然ガスやバイオガスを燃焼すると一定の割合が未燃のまま排気され、その 85%はメタンであり「メタンスリップ」として知られる。船舶エンジンからのメタンスリップに関する 2016年の論文によると、メタンスリップはエンジン負荷が高い場合には天然ガス1 kg あたり約7 g（0.7％）だが、低い負荷では 23-36 g（2.3－3.6％）もの量になり、これは低温でのゆっくりとした燃焼によるものである可能性があるとしている。天然ガス自動車は船舶用エンジンよりも低負荷で走行することが多く、したがってメタンスリップは増加する。

## 畜産由来メタンガス
牛や羊などの反芻動物の胃腸系には、植物質の消化分解を助ける微生物が棲息しておりそれらにはメタンを生成するものもあり（メタン生成菌）、その反芻動物のげっぷや排便とともに生成したメタンも放出される。2001年NASAは家畜の腸内メタン発酵が地球温暖化に寄与している事を確認し、 2006年の国連FAO報告書は、家畜は、人為起源二酸化炭素の9%、人為起源亜酸化窒素の65%、人為起源メタンの37%を排出していると見積もった。 これらの報告以来、家畜の第一胃内のメタン生成菌とそれらによるメタン排出の抑制の研究が行われ、牛のげっぷを減らすワクチンの開発が試みられ 、また、飼料にアスパラゴプシス海藻（カギケノリ）を添加するとメタン排出量が80%以上削減することが見いだされた。
一方土壌には、家畜由来のメタン排出量を低下させると期待されるメタン栄養細菌も棲息している。しかしながら2012年の書籍によればオーストラリアのスノーウィーマウンテン地域では、1頭の牛が排出する量のメタンをメタン栄養細菌で消費するには約3.4ヘクタールの土壌が必要と見積もられた。牛一頭あたりの放牧面積は広くとっても１ヘクタール未満（など）なので到底及ばない勘定になる。
家畜の糞尿からの排出を防ぐために糞尿を毎日収集・密閉保管し、流出を防ぎ、その後肥料として利用する管理手法が開発され、小規模農場向けに教育リソースが提供されている。
2003年ラルフ・シセローネ（大気科学者）は「メタンは2番目に重要な温室効果ガスであり、メタンを生成する乳牛と肉牛の数の増加は深刻な問題である」と懸念を表明した。2006年のスターン報告は「世界が気候変動を克服するには、人々は（牛肉を食べるのをやめて）ベジタリアンになる必要があるだろう」と述べた。 

## 廃棄物由来メタンガス

### 埋立
一般廃棄物などの埋立地は、食品残渣などの大量の有機廃棄物の収集と埋立による嫌気性条件により、それら廃棄物を原料とする大量のメタンを発生する。有機廃棄物が埋立てられた時は初めは酸素が豊富であるため好気性分解を受け、その間メタンはほとんど生成しない。しかし一般的には、1年以内にその廃棄物周囲の酸素が枯渇し嫌気性条件が支配的になりメタン生成菌が分解プロセスを引き継ぐ。それ以降はたとえその埋立地が完了・閉鎖された後でも、大量の腐敗有機廃棄物を原料として何年にもわたって大量のメタンが生成し続ける。換言すれば有機廃棄物の埋立地はそれをそのままメタンガスとして放散する生化学工場である。2014年には廃棄物埋立は世界のメタン排出量の約18.2%と見積もられた。
埋立完了地で発生し続けているメタンを吸収する試みとして、閉鎖された埋立地の土壌に栄養素を添加してメタン栄養細菌が繁殖できるようにする実験が行われた。

### 下水処理
飲食残渣の洗浄や糞便などを含む下水も人間による有機廃棄物の一種であり、その処理施設も廃棄物埋立地と同様にメタン発生源である。下水処理施設での有機廃棄物や汚泥が嫌気性分解され、それらを原料としてメタンガスがつくられ放散する。

## 地球温暖化に伴う永久凍土融解とメタンクラスレート崩壊からのメタンガス放散

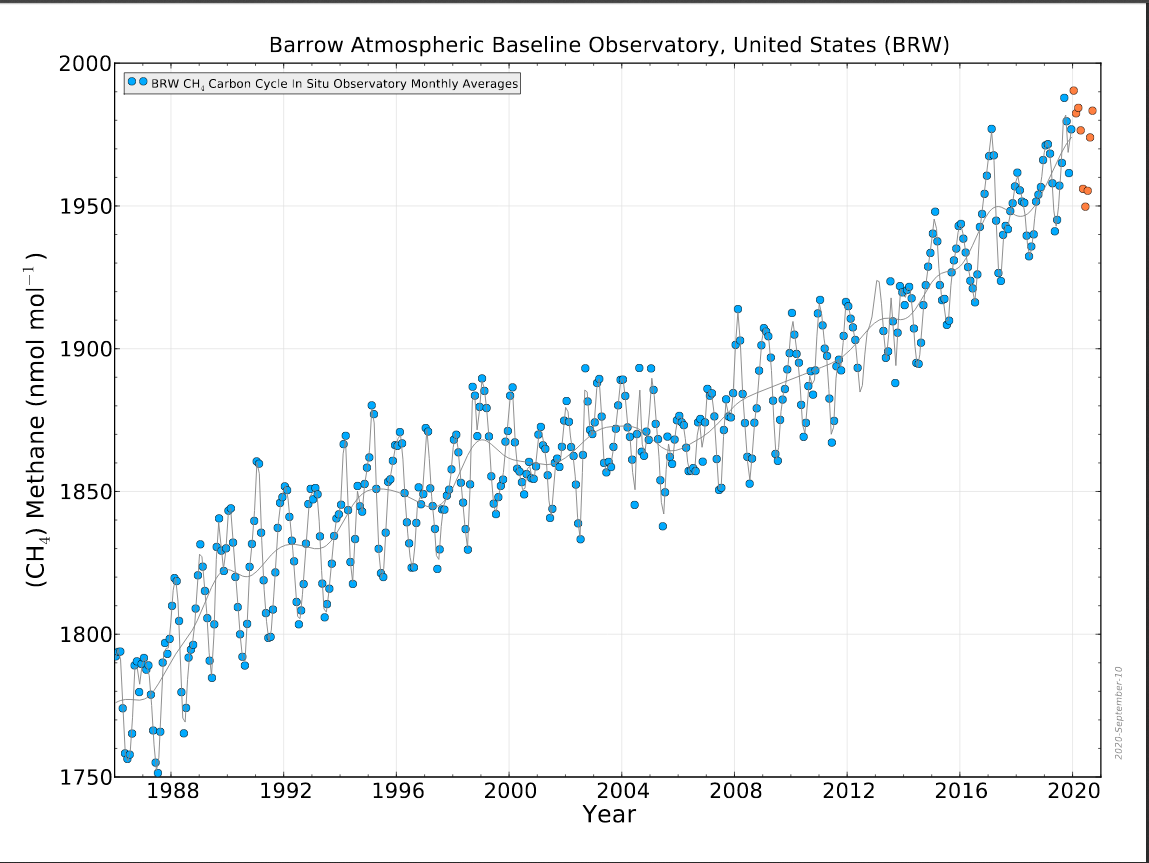
1986-2017年のアラスカ・バローのメタン濃度増加。1998-2007年いったんほぼ横ばいだったのが2008年ころから上昇している。

北極圏永久凍土は地下に莫大な量の天然メタンを天然ガス鉱床やメタンクラスレートとして貯蔵しており、自然状態でもメタンガス放散のホットゾーンである。永久凍土もクラスレートも温暖化によって融解・崩壊するため、地球温暖化の結果としてこれらからのメタンガス大量放出が始まっており 、いまや南極でさえ従来見られなかった海床メタンガス放散が始まってしまった。さらに崩壊しつつある海底ガスハイドレート堆積物や海底タリクなども温暖化に伴う新たな北極圏貯蔵メタンの放出源となりつつある。

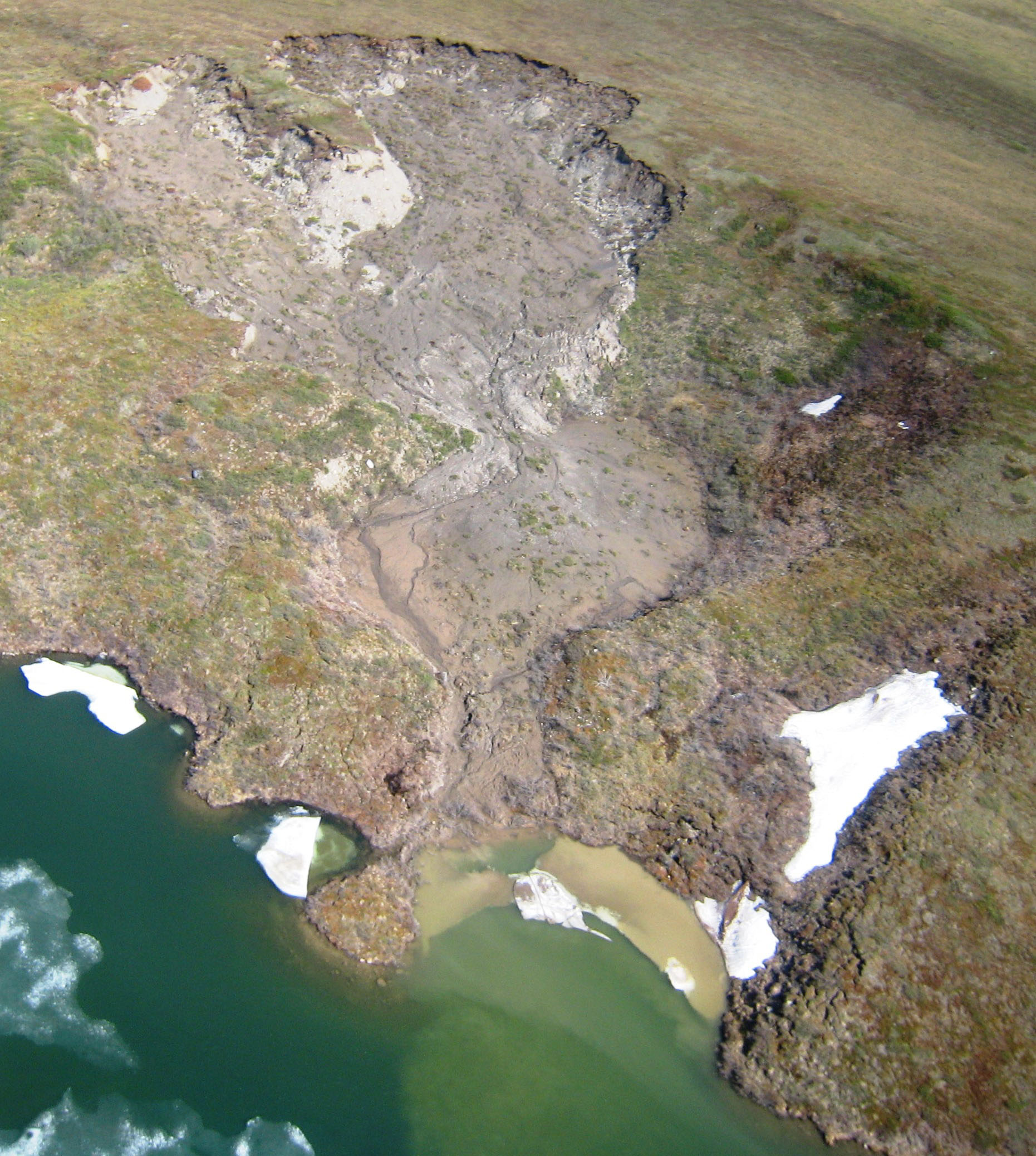
永久凍土が融解・崩壊してメタン供給源であるサーモカルストが形成されている様子

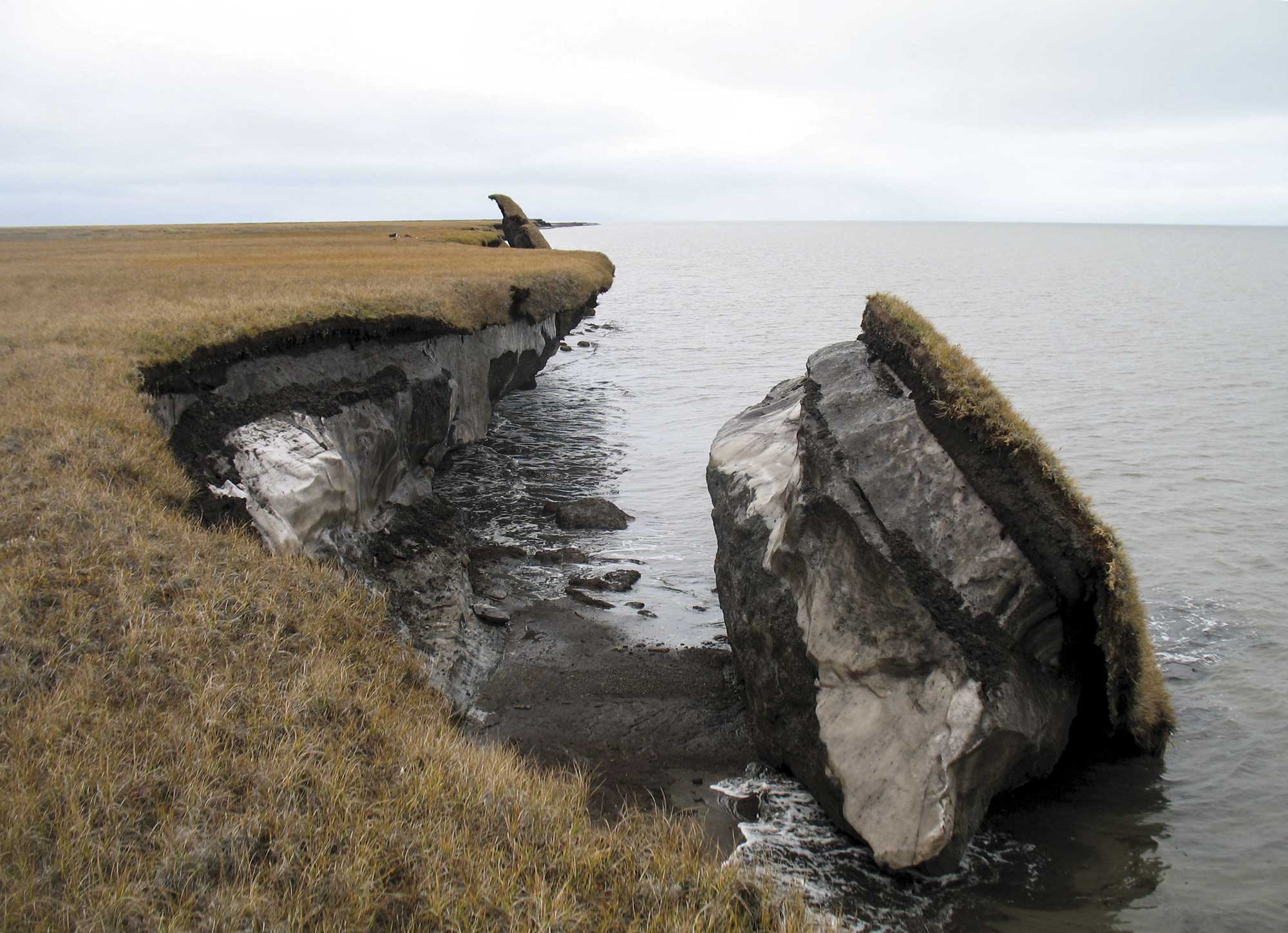
温暖化により崩壊した巨大な永久凍土、アラスカ州ドリューポイント。

永久凍土には大気中に存在する量のほぼ2倍量の炭素が閉じ込められており 、メタンクラスレートには永久凍土に関連する約20Gtのメタンが閉じ込められている  。永久凍土の融解によりサーモカルスト湖が形成され、永久凍土中にあったメタンはそこから放出される 。そのような湖の泡中の微量メタンとその地の土壌有機炭素の放射性炭素年代測定により、過去60年間に0.2-2.5 Pg (Pg = petagrams or 10(15) grams = Gt ギガトン)　の永久凍土炭素がメタンと二酸化炭素として放出されたと結論づけられた。さらにそれとは別に、2020年の熱波によりシベリア永久凍土の炭酸塩堆積物からも大量のメタンが放出された可能性がある。　　
2015年時点の研究では、永久凍土からの炭素放出による温暖化の増幅（「永久凍土炭素フィードバック」）によるメタン放散は、推定205 Gt の炭素排出に寄与する可能性があるとされた。  
一方ある研究は、南極の氷の泡に閉じ込められた大気中のメタンの炭素同位体組成に基づき、最後の退氷期（すなわち温暖化期）における永久凍土とメタンハイドレートからのメタン放出が実際には微量であったとし、それゆえ（進行中の）温暖化による永久凍土からのメタン放出は示唆されているほど大きくはならないだろうと楽観的な見方をしている。
（TBD:最近の研究を追加する）

## 自然環境改変に伴うメタンガス発生

### 水生生態系の富栄養化
多様な水生生態系からの自然および人為的メタン排出は、世界の総排出量の約半分に寄与し、都市化と富栄養化がその増加を引き起こすとの推定がある 。

### 農地転用
森林や自然環境を農地に転用すると土壌中の窒素量が増加しメタンの酸化が阻害され、結果として土壌中のメタン栄養細菌がメタン吸収源として働く能力が弱まる 。

### 水田
水田は人工湿地でありClimate TRACEによる2023年の見積もりでは世界で2710万トンのメタンを排出した。日本はそのうち101万トンを排出し世界第8位の稲作メタン排出国となっている。（Sector: Agriculture>Rice cultivation, Select region: All countries or Japan, in ）。 

### バイオマス焼却
バイオマスは不完全燃焼するとメタンが発生する。自然の山火事はメタン排出の原因となる可能性があるが、バイオマス燃焼の大部分は人為的であり、意図的な野焼き（焼畑など）や家庭廃棄物の焼却など、あらゆるものが含まれる。

## メタン放散の地球スケールでの監視

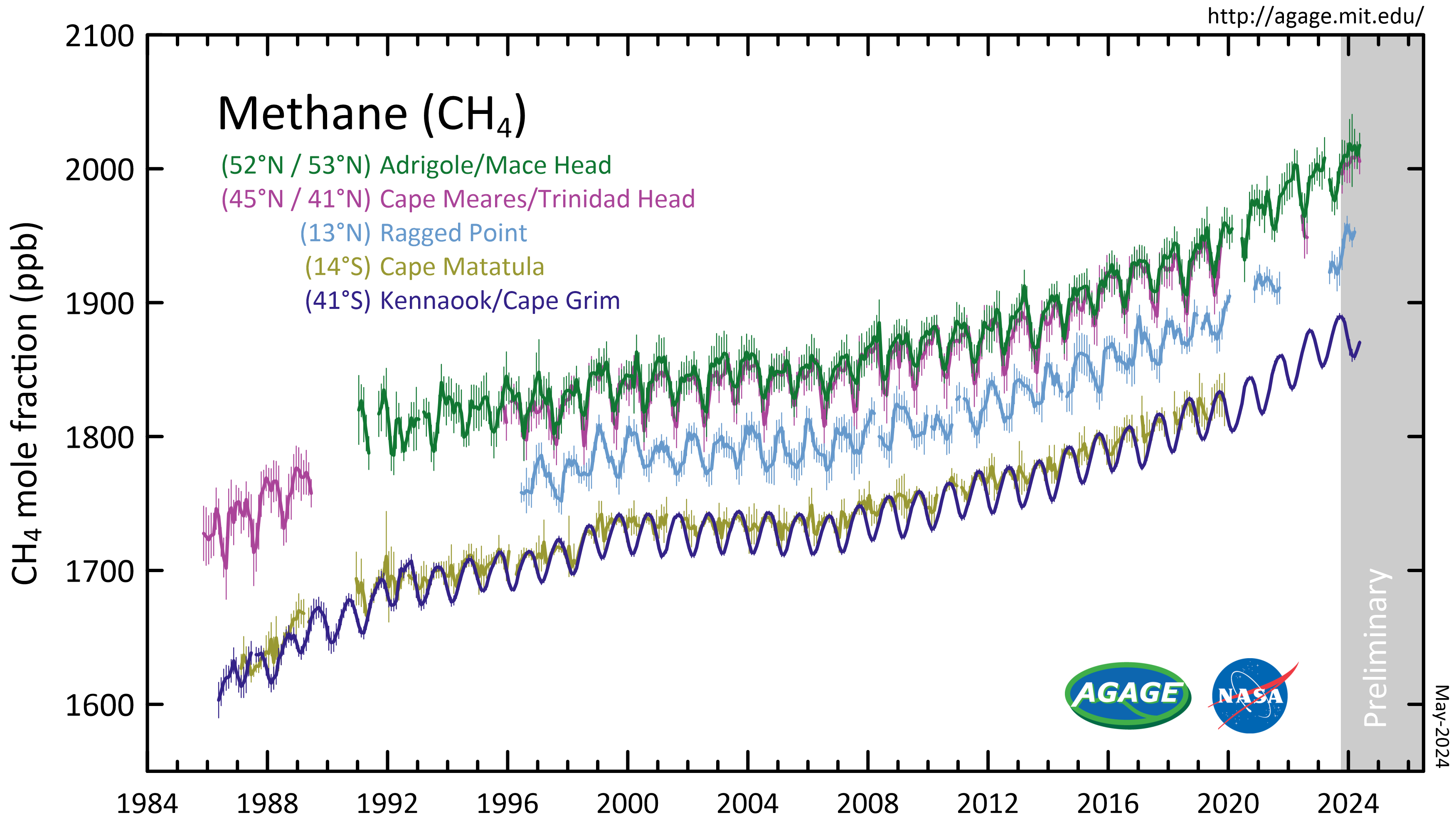
NASA全地球大気ガス実験 (AGAGE) によって測定された世界中の下層大気 (対流圏) 中の月平均メタン濃度推移

いわゆる「スーパーエミッター」炭田・油田・ガス田や説明のつかない大気変動など、 メタン排出量の不確実性は、地域規模と地球規模の両方でモニタリングを改善する必要性を浮き彫りにしている。　国連は国際メタン排出観測所（IMEO）を設立した。
欧州宇宙機関が 2017 年に打ち上げたSentinel-5P/TROPOMI 対流圏監視装置は、地球の対流圏のメタン、二酸化硫黄、二酸化窒素、一酸化炭素、エアロゾル、オゾン濃度を数キロメートルの解像度で監視できる。2018年に打ち上げられたJAXAのGOSAT-2 プラットフォームも同様の機能を持つ。
2022年に、これらメタン排出監視装置からのデータを使用した研究が発表され、油田・ガス田で1,200 個もの大きなメタンプルームが検出された。NASAのEMIT機器もメタンガスのスーパーエミッターを特定した。これら巨大なメタン排出は、2023年は僅か1年前の2022年から50%もの増加が観察された。
カナダの宇宙開発企業GHGSatは2023年、メタン排出量を監視する12機の衛星を配備した。それによれば化石燃料からのメタン排出量の約70％は、排出量上位10カ国から発生している。米国は石油・ガス事業からのメタン排出量が最も多く、ロシアがそれに続き、中国は石炭部門で圧倒的に排出量が多い。2023年に世界の化石燃料事業で放散したメタンの量は1,700億立方メートルで、カタールの天然ガス生産量を上回った。
MethaneSATは、環境防衛基金がハーバード大学の研究者と協力して開発され、2024 年に打ち上げられたアメリカとニュージーランドの宇宙ミッションで地球全体のメタン排出量を監視する地球観測衛星である。1キロメートルの解像度で50の主要な石油・ガス施設のメタン排出を高性能分光計メタン感知システムで監視するように設計されており、廃棄物埋立地や農地の監視にも使用できるとしている。
2023年、Sentinel-5P/TROPOMIなどにより、カザフスタンのカスピ海沿岸カラトゥルン東油田で過去最大のメタン噴出事故が検出された。2023年6月9日の朝の火災事故によりメタン噴出が始まり、205日間にわたり20〜50 t/hの噴出速度で続いた。48の排出率推定値により高い確度で合計131 ± 34 ktのメタンが大気中に放出されたと計算され、これは、これまでに記録されたすべての事故による総排出量を超えており、米国環境保護庁の計算ツールによると、1年間に走行する79万1,000台以上のガソリン車の排出量に相当するという。

## メタン放散と貯留の収支（”メタンバジェット”）の見積もり
メタン放散量についての様々な見積もりは、2020年までには、家畜の腸内メタン発酵の地球温暖化が叫ばれるようになってからその分が大幅に上方修正された他はさほど大きく変化していない。しかしこれらには、2020年ころ以降から急激に顕著になっている北極圏メタンガス放散は含まれていないことに留意するよう指摘されている。永久凍土融解による排出量は、気温上昇を2℃（パリ協定目標はさらに厳しい1.5℃）に抑えるために予算化された残りの排出量の25～40％を占める可能性がある。平易な例えで言うなら、新たな請求書が25～40％分来るのが確実なのにそれを予算に計上していないに等しい。
| 出典               | Fung et al. (1991) | Hein et al. (1997) | Lelieveld et al. (1998) | Houweling et al. (1999) | Bousquet et al. (2006) | Saunois et al. (2016) | Saunois et al. (2020) |
| 年代               | 1980s              | –                  | 1992                    | –                       | –                      | 2003–2012             | 2008-2017             |
| 放散（天然起源）   | 放散（天然起源）   | 放散（天然起源）   | 放散（天然起源）        | 放散（天然起源）        | 放散（天然起源）       | 放散（天然起源）      | 放散（天然起源）      |
| ------------------ | ------------------ | ------------------ | ----------------------- | ----------------------- | ---------------------- | --------------------- | --------------------- |
| 湿地               | 115                | 237                | 225                     | 145                     | 147±15                 | 167 (127–202)         | 181 (159-200)         |
| シロアリ           | 20                 | –                  | 20                      | 20                      | 23±4                   | 64 (21–132)           | 37 (21–50)            |
| 海洋               | 10                 | –                  | 15                      | 15                      | 19±6                   | 64 (21–132)           | 37 (21–50)            |
| メタン水和物       | 5                  | –                  | 10                      | –                       | –                      | 64 (21–132)           | 37 (21–50)            |
| 放散（人為的起源） |                    |                    |                         |                         |                        |                       |                       |
| エネルギー         | 75                 | 97                 | 110                     | 89                      | 110±13                 | 105 (77–133)          | 111 (81-131)          |
| 廃棄物埋立         | 40                 | 35                 | 40                      | 73                      | 55±11                  | 188 (115-243)         | 217 (207-240)         |
| 反芻動物（家畜）   | 80                 | 90                 | 115                     | 93                      |                        | 188 (115-243)         | 217 (207-240)         |
| 廃棄物処理         | –                  | [ nb 3 ]           | 25                      | –                       | [ nb 2 ]               | 188 (115-243)         | 217 (207-240)         |
| 米作               | 100                | 88                 | [ nb 1 ]                | –                       | 31±5                   | 188 (115-243)         | 217 (207-240)         |
| バイオマス焼却     | 55                 | 40                 | 40                      | –                       | 50±8                   | 34 (15–53)            | 30 (22-36)            |
| その他             | –                  | –                  | –                       | 20                      | 90±14                  | 34 (15–53)            | 30 (22-36)            |
| 貯留               |                    |                    |                         |                         |                        |                       |                       |
| 土壌               | 10                 |                    | 30                      | 40                      | 21±3                   | 33 (28–38)            | 38 (27-45)            |
| 対流圏             | 450                | 489                | 510                     |                         | 448±1                  | 515                   | 518 (474–532)         |
| 成層圏の損失       |                    | 46                 | 40                      |                         | 37±1                   | 515                   | 518 (474–532)         |
| 収支合計           |                    |                    |                         |                         |                        |                       |                       |
| 全放散             | 500                | 587                | 600                     |                         | 525±8                  | 558 (540–568)         | 576 (550-594)         |
| 全貯留             | 460                | 535                | 580                     |                         | 506                    | 548                   | 556 (501–574)         |

## 政策とその不成功

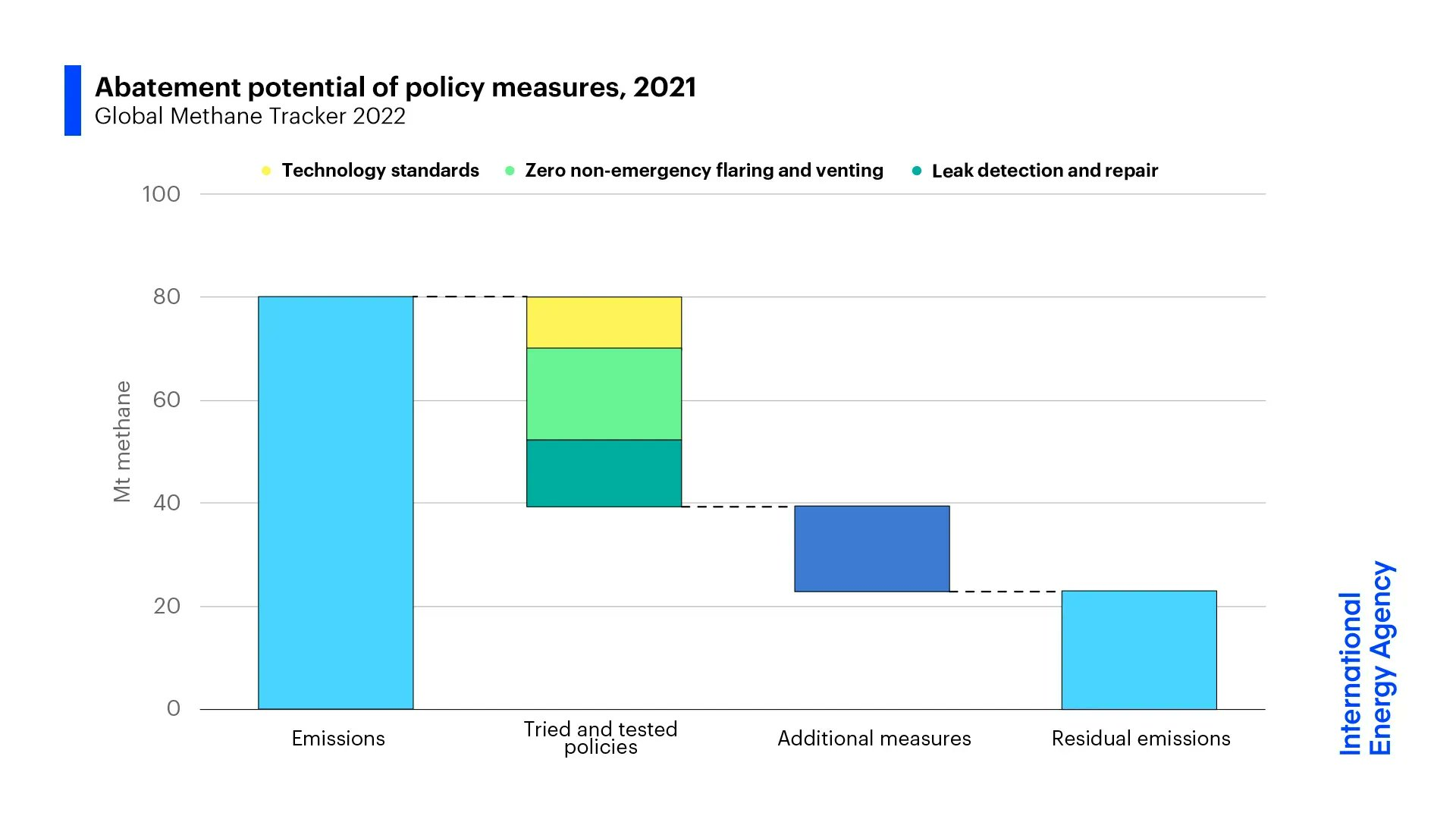
世界のメタン排出に対処するためのさまざまな排出削減政策の可能性を示す国際エネルギー機関の図

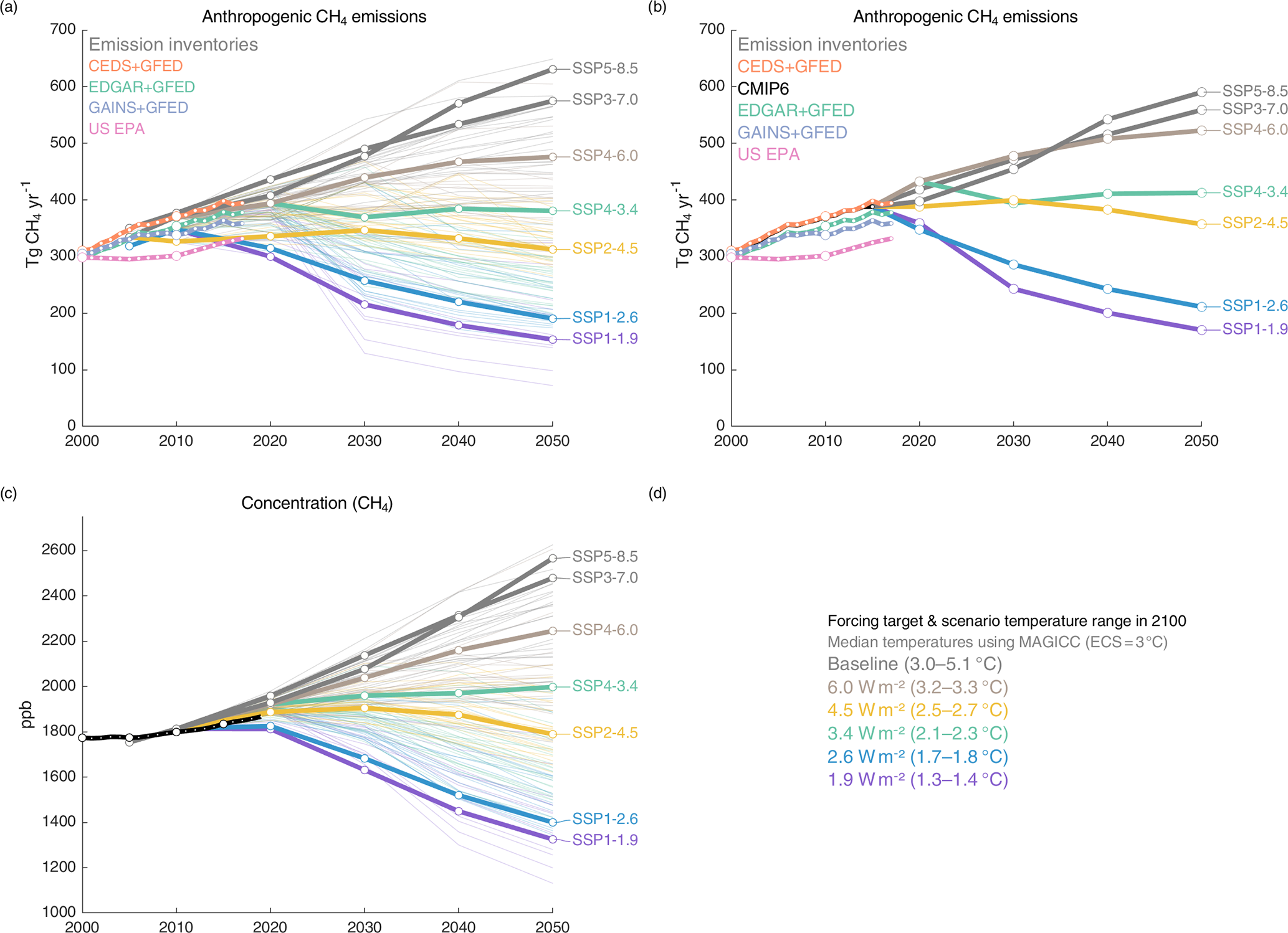
過去のインベントリと将来の共有社会経済経路 (SSP) 予測からの世界の人為的メタン排出量

中国は2010年に石炭火力発電所にメタン排出を回収するか、メタンを二酸化炭素に燃焼変換することを義務付ける規制を導入した。それにもかかわらず2019年の調査によると、中国のメタン排出量はむしろ2000年から2015年の間に50パーセント増加した。
エクソンは2020年3月、メタン漏れの検知と修理、未燃メタンの排出と放出の最小限化、企業への報告義務などを含むメタン規制の強化を求めた。それにもかかわらず2020年8月、化石燃料ロビーとの癒着で知られている共和党の第一次トランプ政権は米国の石油・ガス産業に対するそれまでのメタン排出規制の厳格化を取り消した。
ブラジル、EU、米国を含む107か国の同盟は、「グローバル・メタン・プレッジ」として知られる協定に参加し、世界のメタン排出量を2030年までに2020年のレベルから少なくとも30％削減するという共同目標に取り組むことを約束している。
欧州連合は 2024 年にメタン規制を導入した。この法律は、化石燃料開発業者にメタン排出量を監視（衛星画像を利用して漏洩を検出衛星画像を利用して漏洩を検出）・測定・報告することを義務付けており、回避可能なフレアリングの中止を求めている 。
米国と中国は、次期気候変動計画にメタン削減目標を盛り込むと述べたが、メタン漏洩の監視、報告、修復を義務付ける規則はまだ制定していない。

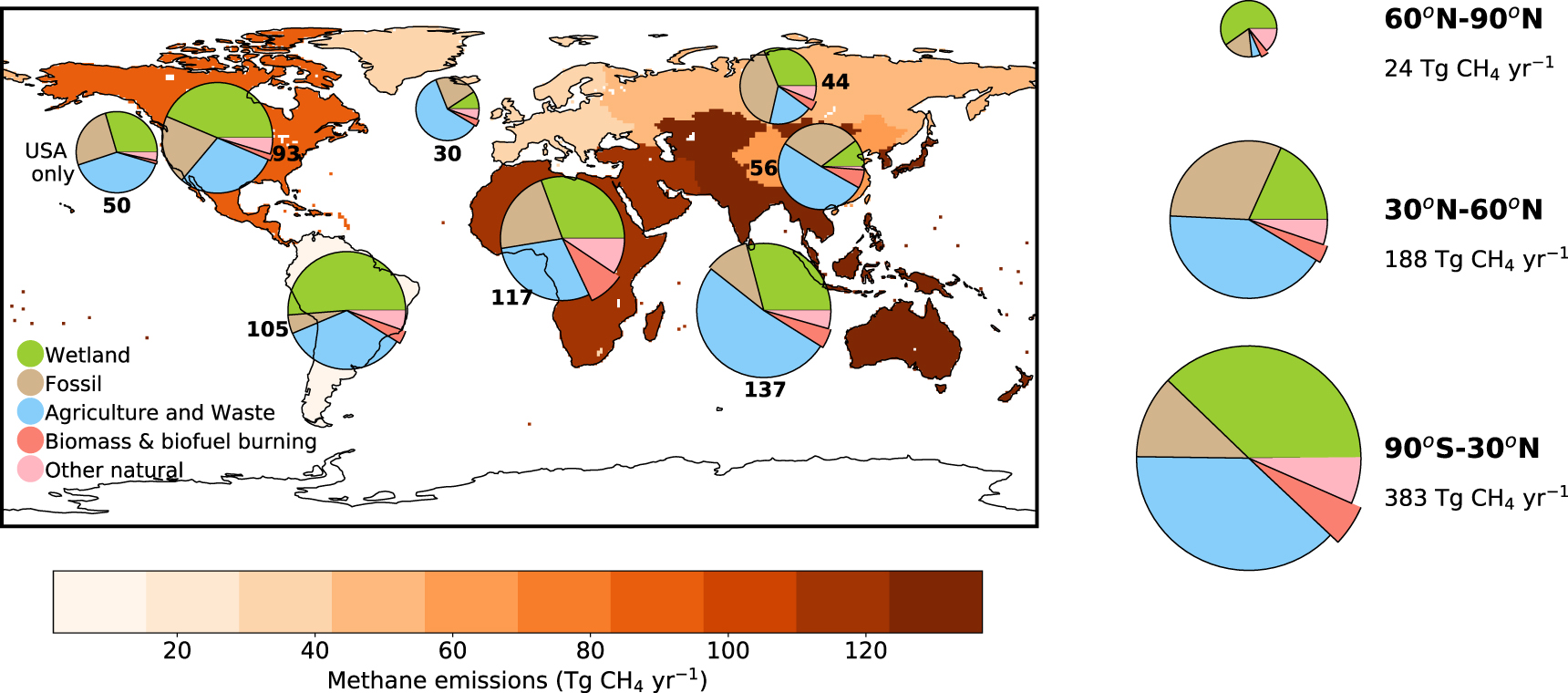
2017 年の地域、発生源カテゴリー、緯度別のメタン排出量

## 注記
1. 1 2  米作は「湿地」に含まれる
2. 1 2  埋立処分量の合計は、家庭下水と動物の排泄物が含まれる
3. 1 2  廃棄物処理は「反芻動物」に含まれる
4. ↑  野生の反芻動物からの自然排出物が少量含まれる

## 引用
1. ↑  Team, GML Web. “Trends in CH4 - NOAA Global Monitoring Laboratory” (英語). gml.noaa.gov. 2025年1月21日閲覧。
2. 1 2 3 4  “Global Methane Emissions and Mitigation Opportunities”.   Global Methane Initiative (2020年). 2025年1月20日閲覧。
3. ↑  IPCC Fifth Assessment Report - Radiative Forcings (AR5 Figure SPM.5) (Report). Intergovernmental Panel on Climate Change. 2013.
4. 1 2  “Methane and climate change – Global Methane Tracker 2022 – Analysis” (英語). IEA. 2025年1月21日閲覧。
5. 1 2  “Sources of methane emissions”.  International Energy Agency. 2020年8月20日閲覧。
6. 1 2  “Global Carbon Project (GCP)”. www.globalcarbonproject.org. 2019年7月25日閲覧。
7. ↑  “Global Methane Assessment (full report) | Climate & Clean Air Coalition” (英語). www.ccacoalition.org. 2025年1月21日閲覧。
8. ↑  “Methane | Climate & Clean Air Coalition”. www.ccacoalition.org. 2025年1月21日閲覧。
9. ↑  Leber, Rebecca (2021年8月12日). “It's time to freak out about methane emissions” (英語). Vox. 2022年1月5日閲覧。
10. ↑  “Yes, cattle are the top source of methane emissions in the US” (英語). verifythis.com (2021年11月12日). 2024年2月26日閲覧。
11. ↑  “Methane emissions from cattle”. academic.oup.com (1995年8月1日). 2023年4月27日閲覧。
12. ↑  “Cows and Climate Change” (英語). UC Davis (2019年6月27日). 2024年2月26日閲覧。
13. 1 2  “Methane, explained”. National Geographic.   nationalgeographic.com (2019年1月23日). 2019年4月17日時点のオリジナルよりアーカイブ。2019年7月25日閲覧。
14. ↑  “日本人に伝えたい｢稲作が温暖化促進｣の衝撃事実”. 東洋経済オンライン (2022年8月1日). 2024年10月9日閲覧。
15. ↑  “農業で地球温暖化に立ち向かう ～水田からのメタン抑制と高温耐性のイネ育種～”. Science Portal - 科学技術の最新情報サイト「サイエンスポータル」. 2024年10月9日閲覧。
16. ↑  “お米は地球を苦しめている!?～水田からのメタンガス（CH4）量を衛星データで検証してみた～”. 宙畑. 2024年10月9日閲覧。
17. ↑  “【最近の研究成果】東アジアの水田が放出するメタン量を推定しました ｜ 地球環境研究センターニュース”. cger.nies.go.jp. 2024年10月9日閲覧。
18. ↑  Vaclav Smil (2017年3月29日). “Planet of the Cows”. IEEE Spectrum 2020年9月8日閲覧。
19. 1 2  “Why Frozen Ground Matters” (英語). National Snow and Ice Data Center. 2025年1月24日閲覧。
20. ↑  Zimov, Sa; Schuur, Ea; Chapin, Fs 3Rd (Jun 2006). “Climate change. Permafrost and the global carbon budget”. Science 312 (5780):  1612–3. doi:10.1126/science.1128908. ISSN 0036-8075. PMID 16778046.
21. ↑  Shakhova, Natalia (2005). “The distribution of methane on the Siberian Arctic shelves: Implications for the marine methane cycle”. Geophysical Research Letters 32 (9):  L09601. Bibcode: 2005GeoRL..32.9601S. doi:10.1029/2005GL022751.
22. ↑  Shakhova, Natalia; Semiletov, Igor (2007). “Methane release and coastal environment in the East Siberian Arctic shelf”. Journal of Marine Systems 66 (1–4):  227–243. Bibcode: 2007JMS....66..227S. doi:10.1016/j.jmarsys.2006.06.006.
23. ↑  Sayedi, Sayedeh Sara; Abbott, Benjamin W; Thornton, Brett F; Frederick, Jennifer M; Vonk, Jorien E; Overduin, Paul; Schädel, Christina; Schuur, Edward A G et al. (2020-12-01). “Subsea permafrost carbon stocks and climate change sensitivity estimated by expert assessment”. Environmental Research Letters 15 (12):  B027-08. Bibcode: 2020AGUFMB027...08S. doi:10.1088/1748-9326/abcc29. hdl:10852/83674. ISSN 1748-9326.
24. ↑  Walter, K. M.; Chanton, J. P.; Chapin, F. S.; Schuur, E. A. G.; Zimov, S. A. (2008). “Methane production and bubble emissions from arctic lakes: Isotopic implications for source pathways and ages”. Journal of Geophysical Research 113:  G00A08. Bibcode: 2008JGRG..11300A08W. doi:10.1029/2007JG000569.
25. ↑  “コウテイペンギンの繁殖に壊滅的な打撃、南極半島西側で明らかに”. natgeo.nikkeibp.co.jp. 2025年1月31日閲覧。
26. ↑  Möller, Tessa; Högner, Annika Ernest; Schleussner, Carl-Friedrich; Bien, Samuel; Kitzmann, Niklas H.; Lamboll, Robin D.; Rogelj, Joeri; Donges, Jonathan F. et al. (2024-08-01). “Achieving net zero greenhouse gas emissions critical to limit climate tipping risks” (英語). Nature Communications 15 (1):  6192. doi:10.1038/s41467-024-49863-0. ISSN 2041-1723. PMC PMC11294534. PMID 39090087.
27. ↑  Schleussner, Carl-Friedrich; Ganti, Gaurav; Lejeune, Quentin; Zhu, Biqing; Pfleiderer, Peter; Prütz, Ruben; Ciais, Philippe; Frölicher, Thomas L. et al. (2024-10). “Overconfidence in climate overshoot” (英語). Nature 634 (8033):  366–373. doi:10.1038/s41586-024-08020-9. ISSN 1476-4687.
28. ↑  Mengis, Nadine (2024-10). “Overshooting global-warming limits is a risky idea” (英語). Nature 634 (8033):  299–300. doi:10.1038/d41586-024-03052-7.
29. ↑  Duncombe, Jenessa (2020年6月24日). “The Ticking Time Bomb of Arctic Permafrost” (英語). Eos. 2025年1月24日閲覧。
30. ↑  Perrin, Sarah. “Permafrost: A ticking time bomb beneath our feet” (英語). phys.org. 2025年1月24日閲覧。
31. ↑  Simon, Matt (2023年4月22日). “汚染された永久凍土が、温暖化で融解する“時限爆弾”になっている：研究結果”. WIRED.jp. 2025年1月24日閲覧。
32. ↑  “「気候変動の時限爆弾」、惨状回避の時間切れ迫る 国連報告書が警鐘”. CNN.co.jp. 2025年1月24日閲覧。
33. 1 2 3 4 5  Saunois, Marielle; Stavert, Ann R.; Poulter, Ben; Bousquet, Philippe; Canadell, Josep G.; Jackson, Robert B.; Raymond, Peter A.; Dlugokencky, Edward J. et al. (15 July 2020). “The Global Methane Budget 2000–2017” (英語). Earth System Science Data 12 (3):  1561–1623. Bibcode: 2020ESSD...12.1561S. doi:10.5194/essd-12-1561-2020. ISSN 1866-3508 2020年8月28日閲覧。.
34. ↑  “Increase in atmospheric methane set another record during 2021 / Carbon dioxide levels also record a big jump”. NOAA.gov (2022年4月7日). 2022年4月7日時点のオリジナルよりアーカイブ。2025年1月20日閲覧。
35. 1 2  “IPCC Sixth Assessment Report, Chapter 7: The Earth’s Energy Budget, Climate Feedbacks, and Climate Sensitivity,  Section 7.6.1.1 Radiative Properties and Lifetimes, Table 7.15 | Emissions metrics for selected species: global warming potential (GWP), global temperature-change potential (GTP). Methane (fossil) GWP20: 82.5 ± 25.8, GWP100: 29.8 ± 11.”. 2025年1月21日閲覧。
36. ↑  “Understanding Global Warming Potentials "Methane (CH4) is estimated to have a GWP of 27 to 30 over 100 years."”. 2025年1月21日閲覧。
37. ↑  “令和６年度報告からの温室効果ガス排出量算定・報告・公表制度の変更点について　（スライド3ページ目にメタンの温暖化係数28の記述）”.   環境省. 2025年1月21日閲覧。
38. ↑  “Understanding Global Warming Potentials” (2016年1月12日). 2019年9月9日閲覧。
39. 1 2  Myhre, G., D. Shindell, F.-M. Bréon, W. Collins, J. Fuglestvedt, J. Huang, D. Koch, J.-F. Lamarque, D. Lee, B. Mendoza, T. Nakajima, A. Robock, G. Stephens, T. Takemura and H. Zhang (2013) "Anthropogenic and Natural Radiative Forcing". Table 8.7 on page 714.  In: Climate Change 2013: The Physical Science Basis. Contribution of Working Group I to the Fifth Assessment Report of the Intergovernmental Panel on Climate Change. Stocker, T.F., D. Qin, G.-K. Plattner, M. Tignor, S.K. Allen, J. Boschung, A. Nauels, Y. Xia, V. Bex and P.M. Midgley (eds.). Cambridge University Press, Cambridge, United Kingdom and New York, NY, USA. Anthropogenic and Natural Radiative Forcing
40. ↑  “Methane and climate change – Methane Tracker 2021 – Analysis” (英語). IEA. 2025年1月21日閲覧。
41. ↑  “Methane | Climate & Clean Air Coalition”. www.ccacoalition.org. 2025年1月21日閲覧。
42. ↑  Schwietzke, S., Sherwood, O., Bruhwiler, L. (2016). “Upward revision of global fossil fuel methane emissions based on isotope database”. Nature (Springer Nature) 538 (7623):  88–91. Bibcode: 2016Natur.538...88S. doi:10.1038/nature19797. PMID 27708291.
43. ↑  Hmiel, B., Petrenko, V.V., Dyonisius, M.N. (2020). “Preindustrial 14CH4 indicates greater anthropogenic fossil CH4 emissions”. Nature (Springer Nature) 578 (7795):  409–412. Bibcode: 2020Natur.578..409H. doi:10.1038/s41586-020-1991-8. PMID 32076219.
44. ↑  “Photo Gallery, ch4_surface_color”. gml.noaa.gov. 2025年1月24日閲覧。
45. ↑  Volodin, E. M. (May 2015). “Influence of methane sources in Northern Hemisphere high latitudes on the interhemispheric asymmetry of its atmospheric concentration and climate”. Izvestiya, Atmospheric and Oceanic Physics 51 (3):  251–258. Bibcode: 2015IzAOP..51..251V. doi:10.1134/S0001433815030123.
46. ↑  “Gas flares aren't as efficient at burning off methane as assumed”. Science News. (2022年9月29日) 2022年10月21日閲覧。
47. ↑  Plant, Genevieve; Kort, Eric A.; Brandt, Adam R.; Chen, Yuanlei; Fordice, Graham; Gorchov Negron, Alan M.; Schwietzke, Stefan; Smith, Mackenzie et al. (30 September 2022). “Inefficient and unlit natural gas flares both emit large quantities of methane” (英語). Science 377 (6614):  1566–1571. Bibcode: 2022Sci...377.1566P. doi:10.1126/science.abq0385. ISSN 0036-8075. PMID 36173866.
48. ↑  Hmiel, Benjamin; Petrenko, V. V.; Dyonisius, M. N.; Buizert, C.; Smith, A. M.; Place, P. F.; Harth, C.; Beaudette, R. et al. (20 February 2020). “Preindustrial 14CH4 indicates greater anthropogenic fossil CH4 emissions”. Nature 578 (7795):  409–412. Bibcode: 2020Natur.578..409H. doi:10.1038/s41586-020-1991-8. PMID 32076219.
49. ↑  Gorchov Negron, Alan M.; Kort, Eric A.; Conley, Stephen A.; Smith, Mackenzie L. (21 April 2020). “Airborne Assessment of Methane Emissions from Offshore Platforms in the U.S. Gulf of Mexico”. Environmental Science & Technology 54 (8):  5112–5120. Bibcode: 2020EnST...54.5112G. doi:10.1021/acs.est.0c00179. ISSN 0013-936X. PMID 32281379.
50. ↑  Zhang, Yuzhong; Gautam, Ritesh; Pandey, Sudhanshu; Omara, Mark; Maasakkers, Joannes D.; Sadavarte, Pankaj; Lyon, David; Nesser, Hannah et al. (1 April 2020). “Quantifying methane emissions from the largest oil-producing basin in the United States from space”. Science Advances 6 (17):  eaaz5120. Bibcode: 2020SciA....6.5120Z. doi:10.1126/sciadv.aaz5120. PMC 7176423. PMID 32494644.
51. 1 2  “Sources of methane emissions, 2023 – Charts – Data & Statistics” (英語). IEA. 2024年4月21日閲覧。
52. ↑  “Zero Routine Flaring by 2030”.   World Bank. 2020年9月18日閲覧。
53. ↑  Trakimavicius, Lukas. “Putting a lid on Russia's planet-heating methane emissions” (英語). EurActiv 2023年7月26日閲覧。
54. 1 2  “About Methane”.   Global Methane Initiative. 2020年9月15日閲覧。
55. 1 2  US EPA, OA (2015年12月23日). “Overview of Greenhouse Gases”. US EPA. 2025年1月20日閲覧。
56. ↑  “Agriculture's greenhouse gas emissions on the rise”.   FAO. 2017年4月19日閲覧。
57. ↑  “Fossil fuel industry's methane emissions far higher than thought”. The Guardian. (2016年). "Emissions of the powerful greenhouse gas from coal, oil and gas are up to 60% greater balls than previously estimated, meaning current climate prediction models should be revised, research shows"
58. ↑  Bruhn, D. et al. (March 2014). “Leaf surface wax is a source of plant methane formation under UV radiation and in the presence of oxygen”. Plant Biology 16 (2):  512–516. doi:10.1111/plb.12137. PMID 24400835.
59. ↑  Crevoisier, C. et al. (September 2012). “The 2007–2011 evolution of tropical methane in the mid-troposphere as seen from space by MetOp-A/IASI”. Atmospheric Chemistry and Physics Discussions 12 (9):  23731–23757. Bibcode: 2013ACP....13.4279C. doi:10.5194/acpd-12-23731-2012.
60. ↑  Bubier, Jill L.; Moore, Tim R. (December 1994). “An ecological perspective on methane emissions from northern wetlands”. Trends in Ecology and Evolution 9 (12):  460–464. doi:10.1016/0169-5347(94)90309-3. PMID 21236923.
61. ↑  Houghton, J. T., et al. (Eds.) (2001) Projections of future climate change, Climate Change 2001: The Scientific Basis, Contribution of Working Group I to the Third Assessment Report of the Intergovernmental Panel on Climate Change, 881 pp.
62. ↑  Comyn-Platt, Edward (2018). “Carbon budgets for 1.5 and 2 °C targets lowered by natural wetland and permafrost feedbacks”. Nature 11 (8):  568–573. Bibcode: 2018NatGe..11..568C. doi:10.1038/s41561-018-0174-9.
63. ↑  Bridgham, Scott D.; Cadillo-Quiroz, Hinsby; Keller, Jason K.; Zhuang, Qianlai (May 2013). “Methane emissions from wetlands: biogeochemical, microbial, and modeling perspectives from local to global scales” (英語). Global Change Biology 19 (5):  1325–1346. Bibcode: 2013GCBio..19.1325B. doi:10.1111/gcb.12131. PMID 23505021.
64. ↑  Saunois, Marielle; Stavert, Ann R.; Poulter, Ben; Bousquet, Philippe; Canadell, Josep G.; Jackson, Robert B.; Raymond, Peter A.; Dlugokencky, Edward J. et al. (2020-07-15). “The Global Methane Budget 2000–2017” (English). Earth System Science Data 12 (3):  1561–1623. doi:10.5194/essd-12-1561-2020. hdl:1721.1/124698. ISSN 1866-3508.
65. ↑  Christensen, T. R., A. Ekberg, L. Strom, M. Mastepanov, N. Panikov, M. Oquist, B. H. Svenson, H. Nykanen, P. J. Martikainen, and H. Oskarsson (2003), Factors controlling large scale variations in methane emissions from wetlands, Geophys. Res. Lett., 30, 1414, doi:10.1029/2002GL016848.
66. ↑  Carmichael, J. et al. (June 2014). “The role of vegetation in methane flux to the atmosphere: should vegetation be included as a distinct category in the global methane budget?”. Biogeochemistry 119 (1):  1–24. doi:10.1007/s10533-014-9974-1.
67. ↑  Zhang, Zhen; Poulter, Benjamin; Feldman, Andrew F.; Ying, Qing; Ciais, Philippe; Peng, Shushi; Li, Xin (2023-05). “Recent intensification of wetland methane feedback” (英語). Nature Climate Change 13 (5):  430–433. doi:10.1038/s41558-023-01629-0. ISSN 1758-6798.
68. ↑  Yuan, Kunxiaojia; Li, Fa; McNicol, Gavin; Chen, Min; Hoyt, Alison; Knox, Sara; Riley, William J.; Jackson, Robert et al. (2024-03). “Boreal–Arctic wetland methane emissions modulated by warming and vegetation activity” (英語). Nature Climate Change 14 (3):  282–288. doi:10.1038/s41558-024-01933-3. ISSN 1758-6798.
69. ↑  “CH4 responsible for more than 80% of recent atmospheric methane growth” (英語). UPI 2022年4月27日閲覧。
70. ↑  Feng, Liang; Palmer, Paul I.; Zhu, Sihong; Parker, Robert J.; Liu, Yi (16 March 2022). “Tropical methane emissions explain large fraction of recent changes in global atmospheric methane growth rate” (英語). Nature Communications 13 (1):  1378. Bibcode: 2022NatCo..13.1378F. doi:10.1038/s41467-022-28989-z. ISSN 2041-1723. PMC 8927109. PMID 35297408.
71. ↑  Fox-Kemper, B.; Hewitt, H.T.; Xiao, C.; Aðalgeirsdóttir, G.; Drijfhout, S.S.; Edwards, T.L.; Golledge, N.R.; Hemer, M. et al. (2021). Masson-Delmotte, V.; Zhai, P.; Pirani, A. et al.. eds. “Chapter 5: Global Carbon and other Biogeochemical Cycles and Feedbacks”. Climate Change 2021: The Physical Science Basis. Contribution of Working Group I to the Sixth Assessment Report of the Intergovernmental Panel on Climate Change (Cambridge University Press, Cambridge, UK and New York, NY, USA). doi:10.1017/9781009157896.011.  オリジナルのJanuary 20, 2023時点におけるアーカイブ。.
72. ↑  Global Methane Assessment (PDF). United Nations Environment Programme and Climate and Clean Air Coalition (Report). Nairobi. 2022. p. 12. 2023年3月15日閲覧.
73. ↑  “Climate Change 2021. The Physical Science Basis. Summary for Policymakers. Working Group I contribution to the WGI Sixth Assessment Report of the Intergovernmental Panel on Climate Change”. IPCC.   The Intergovernmental Panel on Climate Change. 2021年8月22日時点のオリジナルよりアーカイブ。2021年8月22日閲覧。
74. 1 2  “Greenhouse Gas Emissions from the Russian Natural Gas Export Pipeline System”.   Wuppertal Institute for Climate, Environment and Energy (2005年). 2012年3月14日時点のオリジナルよりアーカイブ。2016年12月31日閲覧。
75. ↑  “ウレンゴイ・ガス田 [うれんごい がすでん]”. JOGMEC石油・天然ガス資源情報ウェブサイト. 2025年1月24日閲覧。
76. ↑  Howarth, Robert W.; Santoro, Renee; Ingraffea, Anthony (January 10, 2012). “Venting and leaking of methane from shale gas development: response to Cathles et al”. Climatic Change 113 (2):  537–549. Bibcode: 2012ClCh..113..537H. doi:10.1007/s10584-012-0401-0 2016年12月22日閲覧。.
77. ↑  Howarth, Robert W. (June 1, 2014). “A bridge to nowhere: methane emissions and the greenhouse gas footprint of natural gas”. Energy Sci Eng 2 (2):  47–60. doi:10.1002/ese3.35. hdl:1813/60821.
78. ↑  Howarth, Robert (October 8, 2015). “Methane emissions and climatic warming risk from hydraulic fracturing and shale gas development: implications for policy”. Energy and Emission Control Technologies 3:  45. doi:10.2147/EECT.S61539.
79. ↑  Miller, Scot M.; Wofsy, Steven C.; Michalak, Anna M.; Kort, Eric A.; Andrews, Arlyn E.; Biraud, Sebastien C.; Dlugokencky, Edward J.; Eluszkiewicz, Janusz et al. (December 10, 2013). “Anthropogenic emissions of methane in the United States”. PNAS 110 (50):  20018–20022. Bibcode: 2013PNAS..11020018M. doi:10.1073/pnas.1314392110. PMC 3864315. PMID 24277804.
80. 1 2  Gass, Henry (2014年10月10日). “How scientists overlooked a 2,500-square-mile cloud of methane over the Southwest”. Christian Science Monitor 2014年10月24日閲覧。
81. ↑  Ambrose, Jillian (2019年11月15日). “Methane emissions from coalmines could stoke climate crisis – study” (英語). The Guardian. ISSN 0261-3077 2019年11月15日閲覧。
82. 1 2  “Inventory of U.S. Greenhouse Gas Emissions and Sinks: 1990–2015”. 2025年1月20日閲覧。
83. 1 2  Alvarez, Ramón A.; Zavala-Araiza, Daniel; Lyon, David R.; Allen, David T.; Barkley, Zachary R.; Brandt, Adam R.; Davis, Kenneth J.; Herndon, Scott C. et al. (2018-07-13). “Assessment of methane emissions from the U.S. oil and gas supply chain” (英語). Science 361 (6398):  186–188. Bibcode: 2018Sci...361..186A. doi:10.1126/science.aar7204. ISSN 0036-8075. PMC 6223263. PMID 29930092.
84. ↑  “Governments should set targets to reduce methane emissions”. The Economist. (2021年3月31日). ISSN 0013-0613 2021年10月10日閲覧。
85. ↑  “Natural Gas STAR Program Accomplishments | US EPA” (英語). edap.epa.gov. 2025年1月24日閲覧。
86. ↑  US EPA, OAR (2015年6月23日). “Coalbed Methane Outreach Program (CMOP)” (英語). www.epa.gov. 2025年1月24日閲覧。
87. ↑  “Supporting information   Particle- and gaseous emissions from a LNG powered ship”. 2025年1月20日閲覧。
88. 1 2  “Methane Explosion Warmed The Prehistoric Earth, Possible Again”. NASA/Goddard Space Flight Center, EOS Project Science Office (Press release). 12 December 2001. ScienceDailyより2023年3月22日閲覧.
89. ↑  “Livestock a major threat to environment”.   United Nations Food and Agriculture Organization (2006年11月29日). 2008年3月28日時点のオリジナルよりアーカイブ。2011年11月4日閲覧。
90. ↑  Patra, Amlan; Park, Tansol; Kim, Minseok; Yu, Zhongtang (January 26, 2017). “Rumen methanogens and mitigation of methane emission by anti-methanogenic compounds and substances”. Journal of Animal Science and Biotechnology 8 (1):  13. doi:10.1186/s40104-017-0145-9. ISSN 2049-1891. PMC 5270371. PMID 28149512.
91. ↑  Rachel Nowak (2004年9月25日). “Burp vaccine cuts greenhouse gas emissions”. New Scientist. 2011年11月4日閲覧。
92. ↑  “New company to reduce cows' methane using feed additive made from the seaweed”. The Cattle Site. (2020年9月22日)
93. ↑  “【REPORT】オーストラリアの温室効果ガス削減に向けた取り組み～海藻を利用した飼料添加物の給餌～｜農畜産業振興機構”. 農畜産業振興機構. 2025年1月23日閲覧。
94. ↑  “Use of Rumensin in Dairy Diets”. eXtension (2012年8月21日). 2010年7月9日時点のオリジナルよりアーカイブ。2011年2月27日閲覧。
95. ↑  Mason-Jones, David『Should Meat be on the Menu?』Momentum、2012年、103頁。ISBN 978-1743340608。
96. ↑  “放牧畜産認証制度のご案内”. souchi.lin.gr.jp. 2025年1月24日閲覧。
97. ↑  “Manure Management for Small and Hobby Farms”.   Northeast Recycling Council, Inc (2008年6月). 2016年12月31日閲覧。
98. ↑  Gary Polakovic (2003年6月7日). “Getting the Cows to Cool It”. The Los Angeles Times 2011年11月4日閲覧。
99. ↑  Pagnamenta, Robin (2009年10月27日). “Climate chief Lord Stern give up meat to save the planet”. The Times (London)
100. ↑  Themelis, Nickolas J.; Ulloa, Priscilla A. (June 2007). “Methane generation in landfills”. Renewable Energy 32 (7):  1243–1257. doi:10.1016/j.renene.2006.04.020 2016年12月31日閲覧。.
101. ↑  “Greenhouse Gas Emissions”.   United States Environmental Protection Agency. 2013年3月21日閲覧。
102. ↑  Lizik, William; Im, Jeongdae; Semrau, Jeremy D.; Barcelona, Michael J. (2013). “A field trial of nutrient stimulation of methanotrophs to reduce greenhouse gas emissions from landfill cover soils”. Journal of the Air & Waste Management Association 63 (3):  300–309. doi:10.1080/10962247.2012.755137. PMID 23556240.
103. ↑  “Sources and Emissions”.   US Environmental Protection Agency (2006年7月12日). 2006年7月12日時点のオリジナルよりアーカイブ。2017年1月20日閲覧。
104. ↑  Team, GML Web. “Data Visualization - NOAA Global Monitoring Laboratory” (英語). gml.noaa.gov. 2025年1月24日閲覧。
105. ↑  Walter, K. M.; Chanton, J. P.; Chapin, F. S.; Schuur, E. A. G.; Zimov, S. A. (2008). “Methane production and bubble emissions from arctic lakes: Isotopic implications for source pathways and ages”. Journal of Geophysical Research 113 (G3):  G00A08. Bibcode: 2008JGRG..113.0A08W. doi:10.1029/2007JG000569.
106. ↑  Bloom, A. A.; Palmer, P. I.; Fraser, A.; Reay, D. S.; Frankenberg, C. (2010). “Large-Scale Controls of Methanogenesis Inferred from Methane and Gravity Spaceborne Data”. Science 327 (5963):  322–325. Bibcode: 2010Sci...327..322B. doi:10.1126/science.1175176. PMID 20075250.
107. ↑  Zimov, Sa; Schuur, Ea; Chapin, Fs 3Rd (June 2006). “Climate change. Permafrost and the global carbon budget.”. Science 312 (5780):  1612–3. doi:10.1126/science.1128908. ISSN 0036-8075. PMID 16778046.
108. ↑  Shakhova, Natalia (2005). “The distribution of methane on the Siberian Arctic shelves: Implications for the marine methane cycle”. Geophysical Research Letters 32 (9):  L09601. Bibcode: 2005GeoRL..32.9601S. doi:10.1029/2005GL022751.
109. ↑  “Scientists shocked by Arctic permafrost thawing 70 years sooner than predicted” (英語). The Guardian. Reuters. (2019年6月18日). ISSN 0261-3077 2019年7月14日閲覧。
110. ↑  Carrington, Damian (2020年7月21日). “First active leak of sea-bed methane discovered in Antarctica”. The Guardian
111. ↑  Shakhova, Natalia; Semiletov, Igor (2007). “Methane release and coastal environment in the East Siberian Arctic shelf”. Journal of Marine Systems 66 (1–4):  227–243. Bibcode: 2007JMS....66..227S. doi:10.1016/j.jmarsys.2006.06.006.
112. ↑  Brouillette, Monique (2021). “How microbes in permafrost could trigger a massive carbon bomb” (英語). Nature 591 (7850):  360–362. Bibcode: 2021Natur.591..360B. doi:10.1038/d41586-021-00659-y. PMID 33731951.
113. ↑  Ruppel, C. (2014). “Permafrost-Associated Gas Hydrate: Is It Really Approximately 1 % of the Global System?”. Journal of Chemical & Engineering Data 60 (2):  429–436. doi:10.1021/je500770m. ISSN 0021-9568.
114. ↑  Zandt, Michiel H.; Liebner, Susanne; Welte, Cornelia U. (2020). “Roles of Thermokarst Lakes in a Warming World”. Trends in Microbiology 28 (9):  769–779. doi:10.1016/j.tim.2020.04.002. ISSN 0966-842X. PMID 32362540.
115. ↑  Intergovernmental Panel on Climate Change, “IPCC, 2021: Summary for Policymakers”, Climate Change 2021: The Physical Science Basis. Contribution of Working Group I to the Sixth Assessment Report of the Intergovernmental Panel on Climate Change (Cambridge: Cambridge University Press)
116. ↑  Walter Anthony, Katey; Daanen, Ronald; Anthony, Peter; Schneider von Deimling, Thomas; Ping, Chien-Lu; Chanton, Jeffrey P.; Grosse, Guido (2016). “Methane emissions proportional to permafrost carbon thawed in Arctic lakes since the 1950s” (英語). Nature Geoscience 9 (9):  679–682. Bibcode: 2016NatGe...9..679W. doi:10.1038/ngeo2795. ISSN 1752-0908. OSTI 1776496.
117. ↑  Froitzheim, Nikolaus; Majka, Jaroslaw; Zastrozhnov, Dmitry (2021). “Methane release from carbonate rock formations in the Siberian permafrost area during and after the 2020 heat wave” (英語). Proceedings of the National Academy of Sciences 118 (32). Bibcode: 2021PNAS..11807632F. doi:10.1073/pnas.2107632118. ISSN 0027-8424. PMC 8364203. PMID 34341110.
118. ↑  Schuur, E. a. G.; McGuire, A. D.; Schädel, C.; Grosse, G.; Harden, J. W.; Hayes, D. J.; Hugelius, G.; Koven, C. D. et al. (2015). “Climate change and the permafrost carbon feedback” (英語). Nature 520 (7546):  171–179. Bibcode: 2015Natur.520..171S. doi:10.1038/nature14338. ISSN 1476-4687. PMID 25855454.
119. ↑  Dyonisius, M. N.; Petrenko, V. V.; Smith, A. M.; Hua, Q.; Yang, B.; Schmitt, J.; Beck, J.; Seth, B. et al. (2020-02-21). “Old carbon reservoirs were not important in the deglacial methane budget” (英語). Science 367 (6480):  907–910. Bibcode: 2020Sci...367..907D. doi:10.1126/science.aax0504. ISSN 0036-8075. PMID 32079770.
120. ↑  Rosentreter, Judith A.; Borges, Alberto V.; Deemer, Bridget R.; Holgerson, Meredith A.; Liu, Shaoda; Song, Chunlin; Melack, John; Raymond, Peter A. et al. (2021). “Half of global methane emissions come from highly variable aquatic ecosystem sources” (英語). Nature Geoscience 14 (4):  225–230. Bibcode: 2021NatGe..14..225R. doi:10.1038/s41561-021-00715-2. hdl:10754/668712. ISSN 1752-0908.
121. ↑  Nazaries, Loïc et al. (September 2013). “Methane, microbes and models: fundamental understanding of the soil methane cycle for future predictions”. Environmental Microbiology 15 (9):  2395–2417. doi:10.1111/1462-2920.12149. PMID 23718889.
122. ↑  “Country Inventory - Climate TRACE” (英語). climatetrace.org. 2023年12月22日閲覧。
123. ↑  “Methane and Nitrous Oxide Emissions From Natural Sources”.   USA Environmental Protection Agency Office of Atmospheric Programs (2010年4月). 2012年12月2日時点のオリジナルよりアーカイブ。2017年1月20日閲覧。
124. ↑  “AGAGE - Advanced Global Atmospheric Gases Experiment”. tolnet.larc.nasa.gov. 2025年1月24日閲覧。
125. 1 2  Hiroko Tabuchi (2019年12月16日). “A Methane Leak, Seen From Space, Proves to Be Far Larger Than Thought”. New York Times. 2025年1月20日閲覧。
126. ↑  “Cracking down on methane 'ultra emitters' is a quick way to combat climate change, researchers find”. Washington Post 2022年3月16日閲覧。
127. ↑  “Climate change: Satellites map huge methane plumes from oil and gas”. BBC News. (2022年2月4日) 2022年3月16日閲覧。
128. ↑  Lauvaux, T.; Giron, C.; Mazzolini, M.; d’Aspremont, A.; Duren, R.; Cusworth, D.; Shindell, D.; Ciais, P. (4 February 2022). “Global assessment of oil and gas methane ultra-emitters”. Science 375 (6580):  557–561. arXiv:2105.06387. Bibcode: 2022Sci...375..557L. doi:10.1126/science.abj4351. ISSN 0036-8075. PMID 35113691.
129. ↑  E Roston and NS Malik (2020年4月6日). “Methane emissions hit a new record and scientists can't say why”. Bloomberg.com (Bloomberg News)
130. ↑  Katz, Cheryl (2021年6月15日). “In Push to Find Methane Leaks, Satellites Gear Up for the Hunt” (英語). Yale E360. 2022年1月2日閲覧。
131. ↑  “Tropomi”.  European Space Agency. 2020年9月10日閲覧。
132. ↑  Tollefson, Jeff (2018-04-11). “US environmental group wins millions to develop methane-monitoring satellite” (英語). Nature 556 (7701):  283. Bibcode: 2018Natur.556..283T. doi:10.1038/d41586-018-04478-6. PMID 29666485.
133. ↑  Michelle Lewis (2019年12月18日). “New satellite technology reveals Ohio gas leak released 60K tons of methane”.   Electrek. 2025年1月20日閲覧。
134. ↑  Joost A de Gouw (2020). “Daily Satellite Observations of Methane from Oil and Gas Production Regions in the United States”. Scientific Reports (Springer Nature) 10 (10):  1379. Bibcode: 2020NatSR..10.1379D. doi:10.1038/s41598-020-57678-4. PMC 6987228. PMID 31992727.
135. ↑  “Greenhouse gases Observing SATellite-2 "IBUKI-2" (GOSAT-2)”.   Japan Aerospace Exploration Agency. 2020年10月21日閲覧。
136. ↑  “Massive methane emissions by oil and gas industry detected from space | CNRS”. www.cnrs.fr. 2025年1月20日閲覧。
137. ↑  Wall, Mike (2022年10月25日). “Methane 'super-emitters' on Earth spotted by space station experiment” (英語). Space.com 2022年11月29日閲覧。
138. ↑  “Key findings – Global Methane Tracker 2024 – Analysis” (英語). IEA. 2024年4月21日閲覧。
139. ↑  “GHGSat Greenhouse Gas Emissions Monitoring Satellites”. www.ghgsat.com. 2025年1月23日閲覧。
140. ↑  “Key findings – Global Methane Tracker 2024 – Analysis” (英語). IEA. 2024年4月21日閲覧。
141. ↑  Powell, Alvin (2023年3月24日). “Buying crucial time in climate change fight”. The Harvard Gazette. 2023年3月27日閲覧。
142. ↑  Kuthunur, Sharmila (2024年3月5日). “SpaceX rocket launches pioneering methane-tracking satellite to orbit” (英語). Space.com. 2024年3月5日時点のオリジナルよりアーカイブ。2024年3月17日閲覧。
143. ↑  Guanter, Luis; Roger, Javier; Sharma, Shubham; Valverde, Adriana; Irakulis-Loitxate, Itziar; Gorroño, Javier; Zhang, Xin; Schuit, Berend J. et al. (2024-08-13). “Multisatellite Data Depicts a Record-Breaking Methane Leak from a Well Blowout”. Environmental Science & Technology Letters 11 (8):  825–830. doi:10.1021/acs.estlett.4c00399.
144. ↑  “メタン井戸から漏れる温室効果ガスは約80万台分の車に相当”. Vietnam.vn - Nền tảng quảng bá Việt Nam (2024年2月19日). 2025年1月26日閲覧。
145. 1 2  Ruiz, Sarah (2022年10月10日). “Permafrost is Missing from the Climate Budget” (英語). Woodwell Climate. 2025年1月24日閲覧。
146. 1 2 3 4  “Trace Gases: Current Observations, Trends, and Budgets”. Climate Change 2001, IPCC Third Assessment Report.   IPCC/United Nations Environment Programme. 2012年7月28日時点のオリジナルよりアーカイブ。2009年6月4日閲覧。
147. ↑  Dlugokencky, E. J. et al. (May 2011). “Global atmospheric methane: budget, changes and dangers”. Philosophical Transactions of the Royal Society A: Mathematical, Physical and Engineering Sciences 369 (1943):  2058–2072. Bibcode: 2011RSPTA.369.2058D. doi:10.1098/rsta.2010.0341. PMID 21502176.
148. ↑  Saunois, M.; Bousquet, M.; Poulter, B. (December 12, 2016). “The Global Methane Budget 2000–2012” (英語). Earth System Science Data 8 (2):  697–751. Bibcode: 2016ESSD....8..697S. doi:10.5194/essd-8-697-2016. hdl:1721.1/108811. ISSN 1866-3508 2020年8月28日閲覧。.
149. ↑  Saunois, M.; Stavert, A.R.; Poulter, B. (July 15, 2020). “The Global Methane Budget 2000–2017” (英語). Earth System Science Data (ESSD) 12 (3):  1561–1623. Bibcode: 2020ESSD...12.1561S. doi:10.5194/essd-12-1561-2020. ISSN 1866-3508 2020年8月28日閲覧。.
150. ↑  Brooks Hays (2019年1月29日). “Regulations haven't slowed China's growing methane emissions”. UPI 2019年1月31日閲覧. "China's methane emissions increased 50 percent between 2000 and 2015"
151. ↑  Miller, Scot M.; Michalak, Anna M.; Detmers, Robert G.; Hasekamp, Otto P.; Bruhwiler, Lori M. P.; Schwietzke, Stefan (January 29, 2019). “China's coal mine methane regulations have not curbed growing emissions”. Nature Communications 10 (1):  303. Bibcode: 2019NatCo..10..303M. doi:10.1038/s41467-018-07891-7. PMC 6351523. PMID 30696820.
152. ↑  Guzman, Joseph (2020年3月3日). “Exxon calls for tighter regulations of methane” (英語). TheHill. 2020年3月4日閲覧。
153. ↑  Alison Durkee (2020年8月10日). “EPA Rescinds Obama-Era Methane Rules As White House Speeds Environmental Rollbacks Ahead Of Election”. Forbes. 2025年1月20日閲覧。
154. ↑  Emma Newburger (2020年8月29日). “Critics rail against Trump's methane proposal as an 'unconscionable assault on environment'”.   CNBC. 2025年1月20日閲覧。
155. ↑  “Joint EU-US Press Release on the Global Methane Pledge” (英語). European Commission (2021年9月18日). 2019年6月21日時点のオリジナルよりアーカイブ。2021年11月2日閲覧。
156. ↑  Wintour, Patrick (2021年11月2日). “Biden to unveil pledge to slash global methane emissions by 30%” (英語). The Guardian. 2021年11月2日時点のオリジナルよりアーカイブ。2021年11月2日閲覧。
157. ↑  Niranjan, Ajit (2023年11月15日). “EU agrees law to curb methane emissions from fossil fuel industry” (英語). The Guardian. ISSN 0261-3077 2024年2月26日閲覧。
158. ↑  “Methane”. European Commission. 2025年1月20日閲覧。
159. ↑  Jackson, R B; Saunois, M; Bousquet, P; Canadell, J G; Poulter, B; Stavert, A R; Bergamaschi, P; Niwa, Y et al. (14 July 2020). “Increasing anthropogenic methane emissions arise equally from agricultural and fossil fuel sources”. Environmental Research Letters 15 (7):  071002. Bibcode: 2020ERL....15g1002J. doi:10.1088/1748-9326/ab9ed2. ISSN 1748-9326.